# Basket-ball
Vous lisez un « bon article » labellisé en 2016.
Pour les articles homonymes, voir Basketball (homonymie) et Basket.
Le basket-ball ou basketball, fréquemment désigné par son abréviation basket, est un sport collectif de balle opposant deux équipes de cinq joueurs sur un terrain de forme rectangulaire. L'objectif de chaque équipe est de faire passer un ballon au sein d'un arceau de 45 cm de diamètre, fixé à un panneau et placé à 3,05 m du sol : le panier. Chaque panier inscrit rapporte deux points à son équipe, à l'exception des tirs effectués au-delà de la ligne des trois points (qui rapportent trois points) et des lancers francs accordés à la suite d'une faute (qui rapportent un point). L'équipe avec le nombre de points le plus important remporte la partie.
Le basket-ball se pratique exclusivement à la main, et les joueurs peuvent se déplacer balle en main en dribblant sur le sol ou en effectuant deux pas maximum sans dribbler. L'équipe en possession du ballon (l’équipe qui attaque) tente d'inscrire des points en réalisant des tirs, des double-pas ou des dunks, tandis que l'équipe en défense essaie de les en empêcher en réalisant des interceptions de ballon ou des contres. Si le tir échoue, les joueurs des deux équipes tentent d'attraper la balle au rebond.
James Naismith, un professeur d'éducation sportive originaire du Canada, invente le basket-ball en 1891 dans l'État du Massachusetts (États-Unis) pour maintenir la condition physique de ses élèves durant l'hiver. Le sport devient rapidement populaire et se développe dans les universités et écoles secondaires en Amérique du Nord au début du siècle. La Fédération internationale de basket-ball (FIBA) est créée en 1932 et le sport est inscrit au programme des Jeux olympiques en 1936. La principale ligue professionnelle masculine des États-Unis, la National Basketball Association (NBA), est fondée en 1946 et voit émerger de grands joueurs qui contribuent à l'accroissement de la popularité du basket-ball : Wilt Chamberlain et Bill Russell dans les années 1960, puis Kareem Abdul-Jabbar, Moses Malone, Larry Bird, Magic Johnson, et surtout Michael Jordan, fréquemment considéré comme le plus grand basketteur de l'histoire, puis Kobe Bryant et LeBron James.
Le basket-ball est aujourd'hui l'un des sports les plus pratiqués au monde, avec plus de 450 millions de pratiquants en 2013. De nombreux championnats ont été créés sur les cinq continents, notamment en Europe et en Asie, où le sport est en plein essor depuis les années 2000. Les femmes représentent une bonne partie des pratiquants, malgré une plus faible exposition médiatique du basket-ball féminin. De nombreuses variantes du basket-ball se sont développées, comme le basket-ball en fauteuil roulant (aussi appelé « handibasket »), le streetball (« basket-ball de rue ») ou le basket-ball à trois contre trois. Enfin, une culture s’est peu à peu développée autour du sport et a pris forme dans la musique, la littérature, le cinéma et le jeu vidéo.

## Nom
En français, ce sport est appelé « basket-ball » (orthographe traditionnelle) ou « basketball » (orthographe de 1990), prononcé [baskɛtbol], ou encore sous la forme abrégée « basket »,,. Ce nom est un emprunt à l'anglais américain basket-ball, constitué de basket, « panier », et ball, « balle, ballon »,. Les termes « ballon-panier » (Canada) et « balle au panier » (Afrique) ont été proposés comme équivalents français de « basketball », mais ils ne se sont jamais implantés dans l'usage.
Un joueur de basket est un basketteur au masculin et une joueuse une basketteuse au féminin.

## Histoire
« Le basket-ball n'a pas été inventé par accident. Il s'est développé pour répondre au besoin. »

— James Naismith

### Création

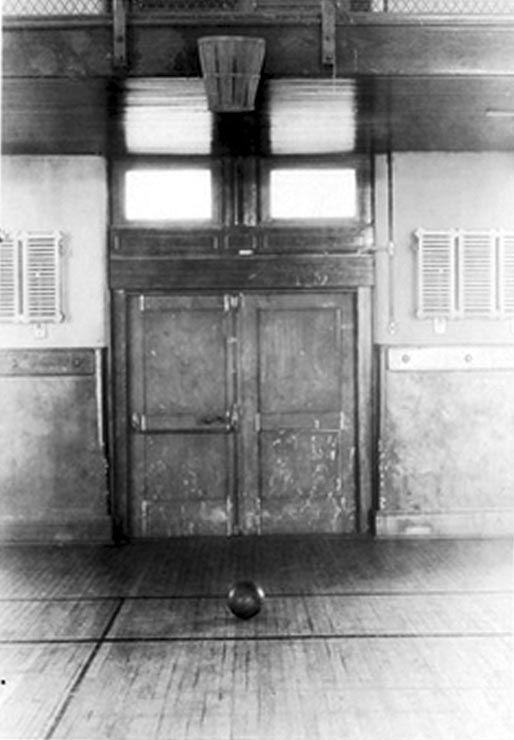
Le premier terrain de basket-ball au Springfield College.

Un jeu similaire au basket-ball est décrit dans un livre de 1591 publié à Francfort-sur-le-Main qui rend compte des modes de vie et des coutumes des résidents côtiers d'Amérique du Nord, Wahrhafftige Abconterfaytung der Wilden. Un jeu d'adresse est décrit dans lequel des balles doivent être lancées contre une cible tissée à partir de brindilles, montée en hauteur sur un poteau. Il y a une petite récompense si la cible est atteinte.
Le basket-ball est inventé en décembre 1891 par James Naismith, professeur d'éducation physique canado-américain au Springfield College, dans l'État du Massachusetts (États-Unis). Lors d'une journée de pluie, Naismith tente d'assurer malgré tout son cours de sport, et essaie de développer un sport d'intérieur pour maintenir la condition physique de ses élèves entre les saisons de football américain et de baseball, pendant les longs hivers de la Nouvelle-Angleterre. Il souhaite leur trouver une activité où les contacts physiques sont restreints, afin d'éviter les risques de blessure.
Après avoir écarté certains jeux trop violents ou peu appropriés à une pratique en salle, il reprend l'idée d'un ancien jeu de balle maya (le Pok-ta-pok) et place deux caisses de pêches sur les rampes du gymnase, à 3,05 mètres de hauteur (dix pieds). Le but du jeu est de faire pénétrer un ballon dans ces caisses en bois pour marquer un « panier ». Contrairement aux paniers actuels, la caisse de pêches dispose d'un fond : la balle devait donc être récupérée manuellement après chaque « panier » inscrit. Afin d'éviter d'avoir à rechercher systématiquement la balle, le fond du panier est évidé pour pouvoir l'extraire avec une longue perche. Naismith établit rapidement treize règles principales (les Treize règles originelles) pour rendre le jeu praticable ; la majorité sont encore en vigueur. Ces règles comportent notamment l'interdiction de courir en tenant la balle (marcher) et de « donner des coups d'épaule, de tenir, de pousser ou de faire tomber de quelconque manière » l'adversaire. Elles définissent en outre la durée d'une partie : deux mi-temps de quinze minutes, avec une pause de cinq minutes entre elles.

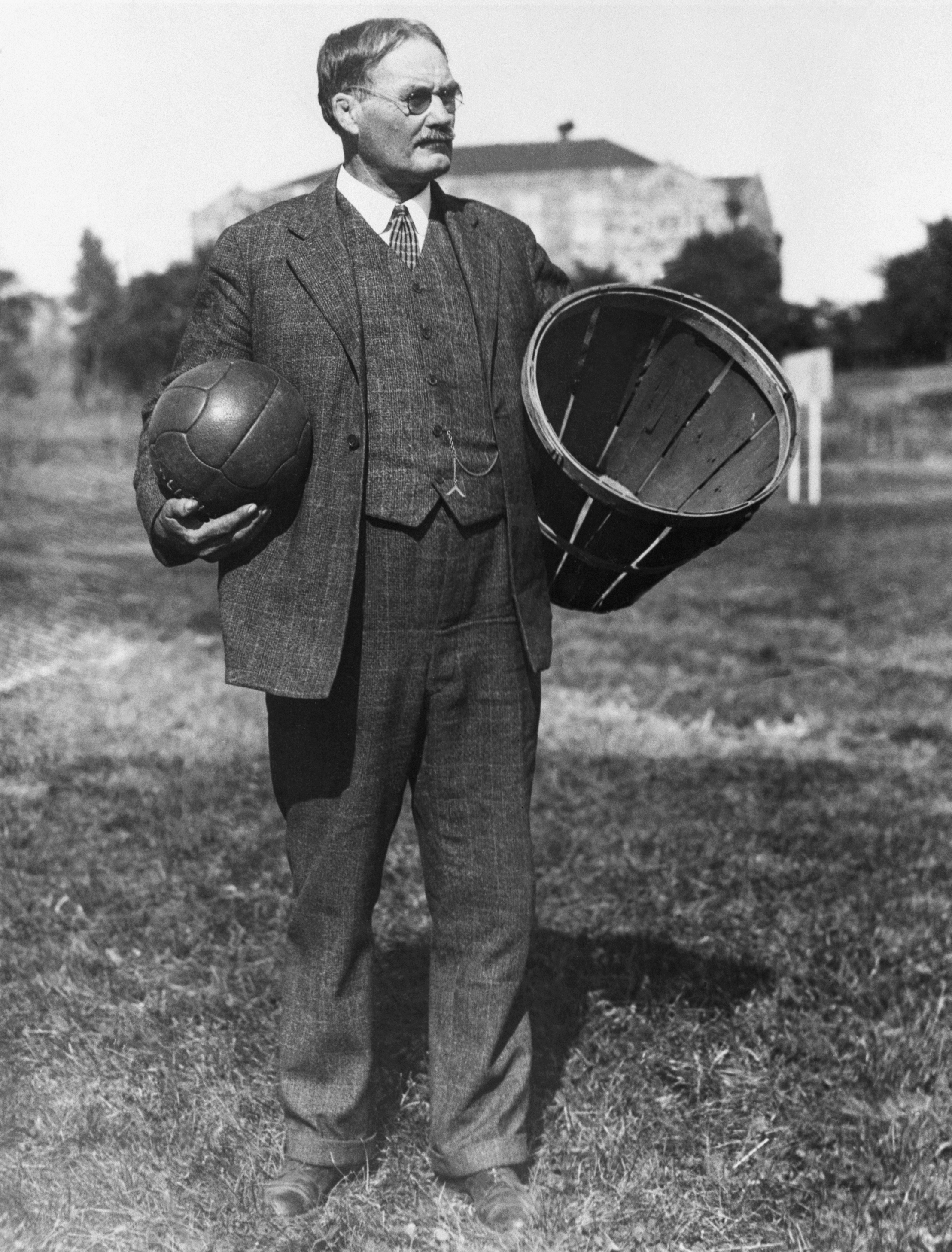
James Naismith, inventeur du basketball, avec un ballon et un panier.

Ce sport est baptisé basket-ball, ce qui signifie littéralement en anglais « ballon panier ». Il est d'abord pratiqué avec un ballon de football, puis avec des balles de couleur brune. Le tout premier match public de basket-ball est joué le 29 décembre 1891 entre des élèves d'une classe d'étudiants de la Springfield Christian Training Association et leurs enseignants. Les étudiants gagnent 5-1 ; le seul panier marqué par les enseignants est celui du célèbre entraîneur de football américain Amos Alonzo Stagg. La même année, le jeu est adapté pour être joué par des femmes. Le premier match féminin se déroule en 1893 au Smith College de Northampton, dans le Massachusetts. Dès 1897-1898, le nombre de joueurs par équipe est fixé à cinq. À l'occasion d'une démonstration au Y.M.C.A. de New York en avril 1892, la discipline gagne une première mention dans The New York Times. Il est présenté comme « un nouveau sport de balle, un substitut du football sans ses aspects brutaux ». Les premiers articles sur ce sport en France datent de 1897. Dans ce dernier pays, il est d'abord plutôt considéré comme un sport féminin et se fait encore appeler « balle au panier ».
En 1906, les caisses en bois sont finalement remplacées par des anneaux en métal fixés à des panneaux. La balle passe ainsi à travers un arceau et retombe au sol lorsqu'un panier est inscrit. Le panneau sert quant à lui à éviter que la balle n'atterrisse dans les tribunes, et permet d'effectuer des tirs avec rebond. Dans son journal, découvert en 2006 par sa petite-fille, James Naismith fait part de ses appréhensions quant au jeu qu'il a inventé, et indique qu'il y a introduit certaines règles d'un jeu enfantin médiéval, le Duck on a Rock.
Au début de son histoire, le basket-ball est surtout porté sur le jeu offensif et la défense est reléguée au second plan. La défense est alors la phase passive du basket-ball, où les joueurs attendent l'échec de l'adversaire ; elle a depuis acquis un rôle comparable à celui de l'attaque. Par ailleurs, la passe et le tir étaient les seules manières de déplacer la balle vers le panier. En effet, le dribble n'existait pas dans le basket-ball originel, hormis lors d'une éventuelle passe à un coéquipier avec rebond au sol : il était rendu difficile par la forme asymétrique des premiers ballons. Il est devenu essentiel dans le jeu à partir des années 1950, lorsque les ballons manufacturés eurent une forme régulière et les qualités de rebond nécessaires[réf. souhaitée].
Le sport prend diverses appellations en fonction des pays. En espagnol, il est nommé baloncesto (Espagne) ou básquetbol (Argentine) ; en italien pallacanestro ; et en tchèque košíková.

### Développement aux États-Unis et au Canada
La Young Men's Christian Association (YMCA) joue un grand rôle dans la diffusion du basketball à travers les États-Unis et le Canada, mais aussi dans le reste du monde. Le premier match européen est disputé en 1893 à Paris, dans le quartier de Montmartre, rue de Trévise, où se tient le siège du YMCA et où se trouve encore aujourd'hui le plus ancien terrain de basket du monde ,. À la même époque, des matchs sont organisés à Tianjin (Chine), en Inde, au Japon et en Perse. Dès 1895, le sport est pratiqué dans plusieurs lycées de jeunes filles. Toutefois, la YMCA ne parvient pas à préserver l'esprit originel du basketball, qui devient de plus en plus violent et est pratiqué par des bandes de jeunes bagarreurs. Pour permettre le respect des règles de jeu, la première ligue professionnelle, la National Basketball League, est fondée aux États-Unis en 1898 avec six équipes. Les premiers champions sont les Trenton Nationals, suivis des New York Wanderers, des Bristol Pile Drivers et des Camden Electrics. La ligue est dissoute en 1904. De nombreux championnats sont alors organisés.

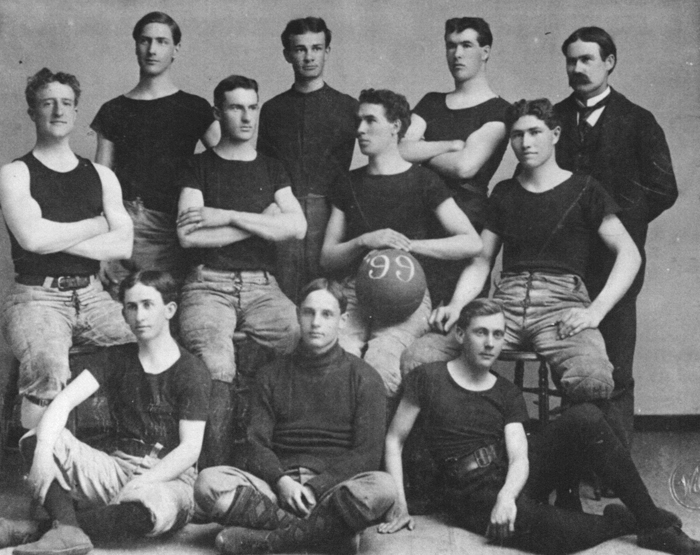
L'équipe de l'université du Kansas en 1899, avec leur entraîneur James Naismith (rang du haut, à droite).

Au tout début du XXe siècle, le basketball devient peu à peu une activité courante dans de nombreuses universités américaines, notamment grâce à l'action de James Naismith. Le premier match interuniversitaire est disputé le 9 février 1895 entre l'université Hamline et l'école d'agriculture de l'université du Minnesota ; cette dernière remporte le match sur le score de 9 points à 3. La première équipe universitaire est fondée en 1896 au Geneva College de Pittsburgh. Naismith lui-même entraîne pendant six ans l'équipe de l'université du Kansas, avant de laisser la place à Phog Allen. Amos Alonzo Stagg introduit le basketball à l'université de Chicago tandis qu'Adolph Rupp, un ancien élève de Naismith, connaît le succès en tant qu'entraîneur de l'université du Kentucky.
Dès 1897, l'Amateur Athletic Union prend le contrôle de la gestion du basketball à la YMCA. En 1901, de nombreuses universités commencent à financer des matchs, dont l'université de Chicago, Columbia, le Dartmouth College, l'université du Minnesota, l'Académie navale d'Annapolis, l'université du Colorado et Yale. Le premier match universitaire au Canada a lieu le 6 février 1904 et oppose l'université McGill à l'université Queen's. En avril 1905, des représentants de quinze universités créent le Basket Ball Rule Committee (« Comité de règlementation du basket-ball ») afin de superviser le basket-ball universitaire. La même année, sur la suggestion du président Theodore Roosevelt qui estimait que les blessures étaient trop fréquentes dans le football américain, se forme l’Intercollegiate Athletic Association. Elle absorbe le comité en 1909, et devient en 1910 la NCAA - la principale fédération américaine de sport universitaire actuelle.
Peu avant le début de la Première Guerre mondiale, la NCAA et l’Amateur Athletic Union se disputent ainsi le contrôle des règles du jeu. Après l'entrée en guerre des États-Unis en 1917, les forces armées américaines contribuent à la diffusion du basket-ball sur le continent européen : plusieurs entraîneurs sportifs étaient présents aux côtés des troupes. Naismith a lui-même passé deux ans en France avec la YMCA à cette époque.

### Diffusion internationale et professionnalisation

#### Création des premières ligues professionnelles américaines

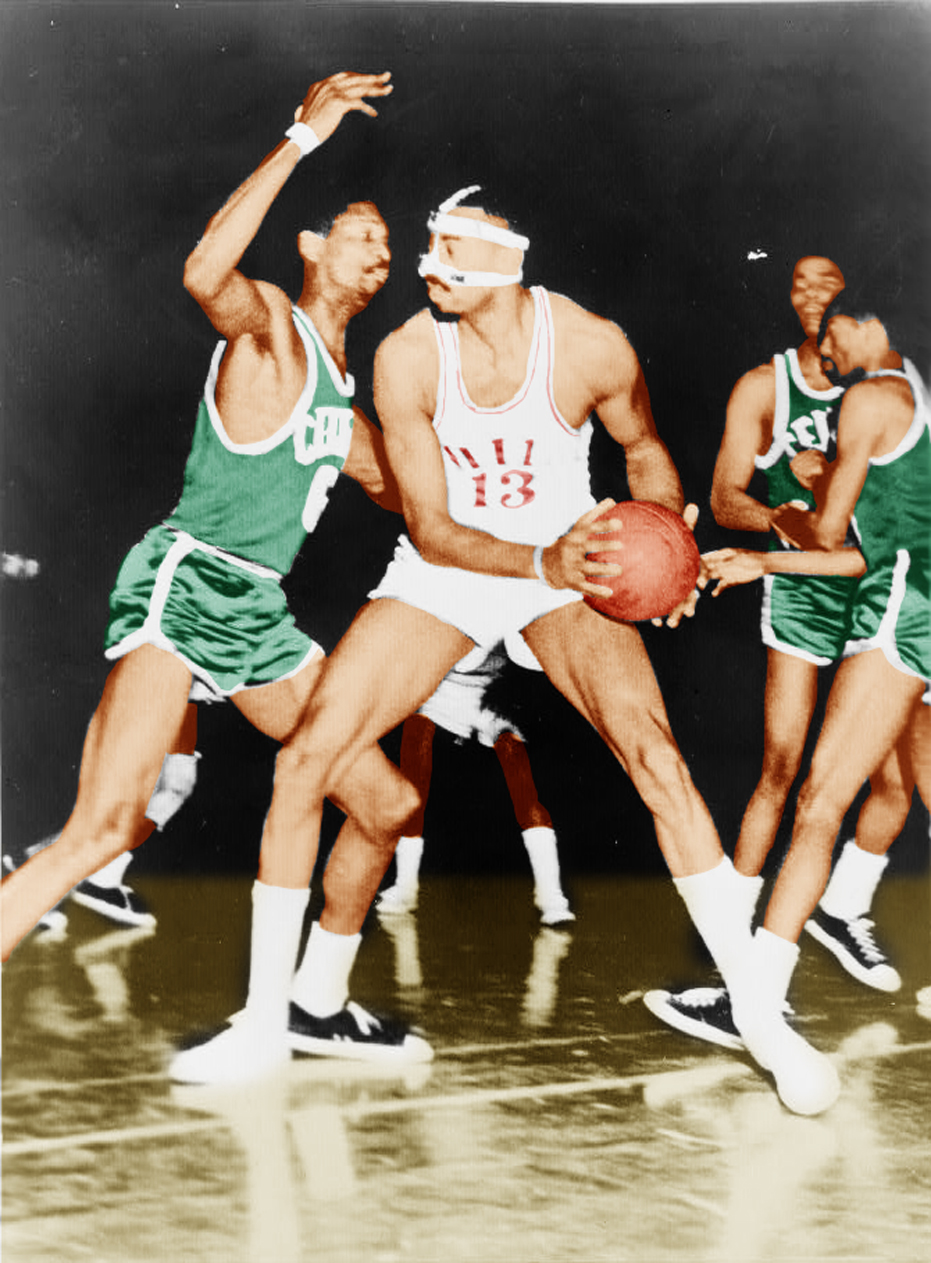
Bill Russell (à gauche) en défense sur Wilt Chamberlain. De 1959 à 1969, ces deux pivots s'opposent et donnent lieu à l'une des plus grandes rivalités de l'histoire du basket-ball.

La National Basketball League, fondée en 1898 et dissoute en 1904, est le précurseur des nombreuses ligues professionnelles créées aux États-Unis et dans le reste du monde tout au long du siècle. Hormis la Eastern Basket Ball League, fondée en 1909, les principales ligues professionnelles sont créées au début des années 1920 : la Metropolitan Basketball League (1921) et l'American Basketball League (1925). En 1922 est créée l'équipe des Rens de Dayton (également appelée New York Renaissance), composée uniquement d'Afro-Américains. Leurs principaux rivaux étaient les Original Celtics, considérés comme les « pères du basketball » et présentés comme les champions du monde de la discipline. À l'image des Harlem Globetrotters, fondés en 1926, ceux-ci organisaient des tournées dans le pays à la manière d'un cirque. Les Celtics dominent le basketball américain de 1922 à 1928, année de leur dissolution.
Le 6 juin 1946 est créée la Basketball Association of America (BAA) : son premier match oppose les Huskies de Toronto, à domicile, aux Knickerbockers de New York. Après trois saisons, en 1949, la ligue fusionne avec la National Basketball League pour former la National Basketball Association (NBA). Dès les années 1950 apparaissent les premières stars du basketball, dont le pivot George Mikan et le meneur Bob Cousy. Les Lakers de Minneapolis (qui s'installent à Los Angeles en 1960) et les Celtics de Boston assoient leur domination sur la NBA en remportant seize titres à eux deux de 1949 à 1970. Les deux équipes s'opposent alors dans une rivalité qui les voit s'affronter à dix reprises en finales entre 1959 et 1987.
Les années 1960 voient éclore plusieurs joueurs aujourd'hui : l'arrière des Lakers Jerry West ; le meneur Oscar Robertson ; le pivot des Celtics Bill Russell, onze fois champion NBA et qui révolutionna la manière de pratiquer la défense ; et Wilt Chamberlain, qui détient encore aujourd'hui de nombreux records de statistiques. Le 2 mars 1962, il inscrit 100 points lors d'un match entre les Warriors de Philadelphie et les Knicks de New York.
En 1967, l'American Basketball Association (ABA) est lancée pour tenter de rivaliser avec la NBA, qui connaît un pic de popularité. Celle-ci suscite l'intérêt du public en proposant un nouveau style de jeu et des règles différentes. La balle est tricolore (rouge, blanc, bleu), le jeu est plus agressif et spectaculaire, et le tir à trois points est créé. Julius Erving est alors le joueur le plus célèbre de cette ligue, grâce à un style aérien où le saut et le jeu au-dessus du panier sont aussi importants que le tir. Toutefois, les faibles recettes et le succès déclinant de la ligue la contraignent à être absorbée par la NBA : ses quatre meilleures équipes (les Nets de New York, les Nuggets de Denver, les Pacers de l'Indiana et les Spurs de San Antonio) y sont incorporées, et certains éléments sont conservés, comme le tir à trois points. Après 1970, la NBA est sans conteste la ligue de basketball la plus importante, tant en termes de popularité que de budget ou de niveau de jeu.

#### Implantation en Europe et compétitions internationales

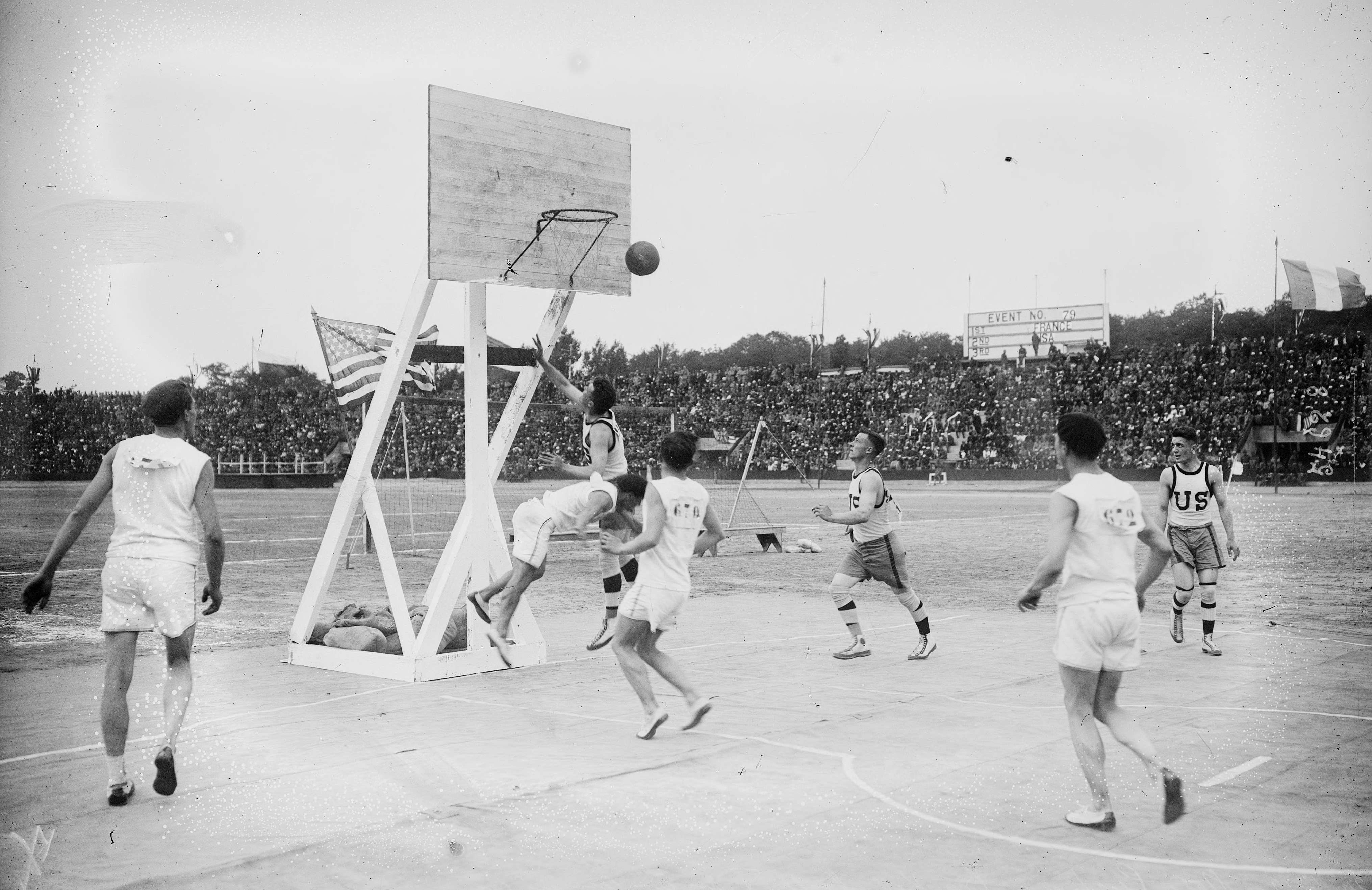
Rencontre entre les États-Unis et la France lors des Jeux Interralliés de 1919.

Peu après sa création, le basket-ball s'étend progressivement en dehors des États-Unis et du Canada et atteint l'Europe, où il se développe rapidement. En 1909 se tient le premier match international de basketball, opposant le Mayak Saint-Pétersbourg (à domicile) à une équipe de YMCA américaine. Le premier grand évènement européen se déroule en 1919 à Joinville-le-Pont durant les Jeux interalliés : les États-Unis, emmenés par Marty Friedman, l'emportent contre la France en finale. Le jeu gagne en popularité dans ces deux pays.

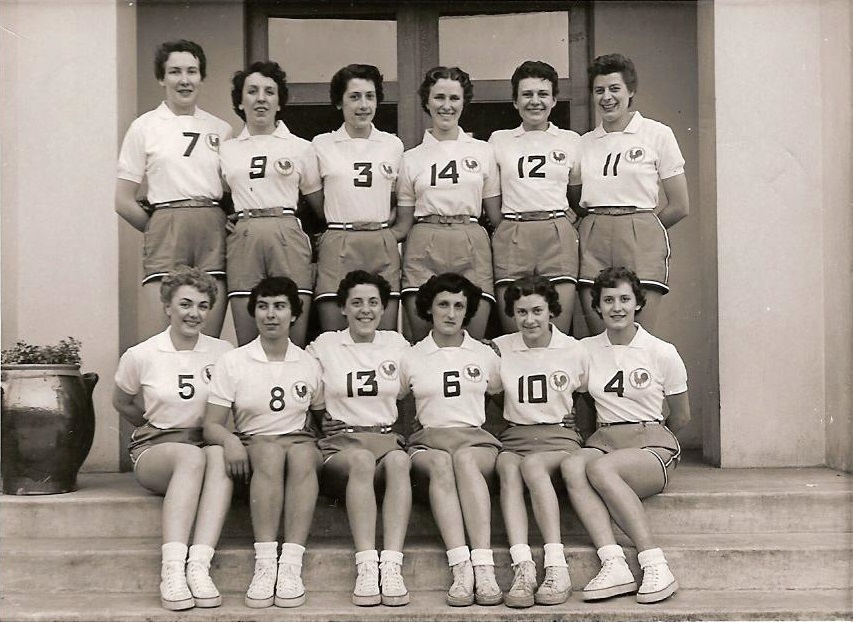
Équipe de France de basket-ball féminin 1953.

Le 18 juin 1932, la Fédération internationale de basket-ball amateur (FIBA) est fondée à Genève par l'Argentine, la Tchécoslovaquie, la Grèce, l'Italie, la Lettonie, le Portugal, la Roumanie et la Suisse. À l'origine, cette fédération ne supervise que les équipes d'amateurs. Elle joue un rôle essentiel dans l'inscription du basketball au programme des Jeux olympiques d'été de 1936 à Berlin. Les matchs y sont disputés en extérieur, sur un terrain en terre battue. Le premier titre olympique est remporté par l'équipe nationale américaine, avec entre autres Sam Balter, Ralph Bishop et Francis Johnson, contre l'équipe du Canada. Le 22 août 1951, à Berlin-Ouest, une rencontre est disputée devant plus de 75 000 spectateurs, ce qui en ferait la plus importante fréquentation pour un match de basket-ball.
Le premier championnat du monde de basket-ball est organisé en Argentine en 1950, et trois ans plus tard a lieu le premier championnat du monde de basket-ball féminin à Santiago du Chili. L'épreuve féminine ne devient olympique qu'en 1976, lors des Jeux olympiques de Montréal, grâce notamment à l'action du secrétaire général de la FIBA Renato William Jones.

### Depuis les années 1970

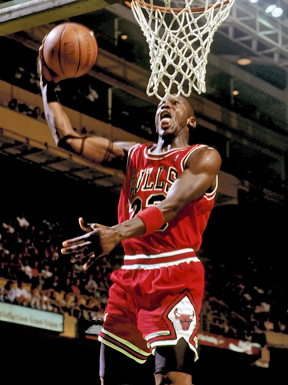
Michael Jordan sautant au panier pour réaliser un dunk. Durant sa carrière longue de près de vingt ans (1984-2003), ses actions spectaculaires et ses cinq titres de meilleur joueur de la saison (MVP) ont fait de lui le basketteur le plus célèbre au monde.

#### Achèvement de la professionnalisation
La NBA gagne en visibilité et est diffusée dans un nombre croissant de pays, dont la France à partir de 1985. De nouveaux talents émergent dans les années 1970, comme Kareem Abdul-Jabbar (pendant longtemps le meilleur marqueur de l'histoire de la NBA), Elvin Hayes, Moses Malone, Robert Parish ou Bernard King, ainsi que dans les années 1980 où débutent entre autres Hakeem Olajuwon, John Stockton, Karl Malone, Dominique Wilkins et Patrick Ewing. Toutefois, trois joueurs dominent la décennie et contribuent à accroître la popularité du basketball dans le monde : Larry Bird, Magic Johnson et surtout Michael Jordan, considéré comme le plus grand joueur de l'histoire. À partir des années 1990, quelques équipes parviennent à remettre en cause la domination des Lakers de Los Angeles et des Celtics de Boston sur le basketball américain, comme les Bulls de Chicago emmenés par Jordan (six titres entre 1991 et 1998) et les Spurs de San Antonio (cinq titres de 1999 à 2014). De nouvelles stars font leur apparition : David Robinson, Gary Payton, Jason Kidd, Steve Nash, Dirk Nowitzki, Tim Duncan, Kobe Bryant ou encore Shaquille O'Neal, connu pour son physique impressionnant et ses facéties sur le terrain.
La professionnalisation du basket-ball se poursuit dans les années 1970 et ne s'achève véritablement qu'en 1990. En 1989, la FIBA cesse d'exclure les joueurs professionnels de ses compétitions, et des joueurs professionnels sont pour la première fois admis aux Jeux olympiques de 1992. Néanmoins, la pratique amateur continue de se développer : en 2012, vingt-six millions d'Américains pratiquent le basketball (dont quinze millions de manière occasionnelle). En juin 2015, la Fédération française de basket-ball annonce une progression importante du nombre de licenciés, avec un record de plus de 600 000, dont 36 % de femmes. Au début des années 2010, le basket-ball est l'un des sports les plus pratiqués au monde, avec plus de 100 millions de licenciés et plus de 450 millions de pratiquants occasionnels.

#### Mondialisation et contestation de la domination américaine

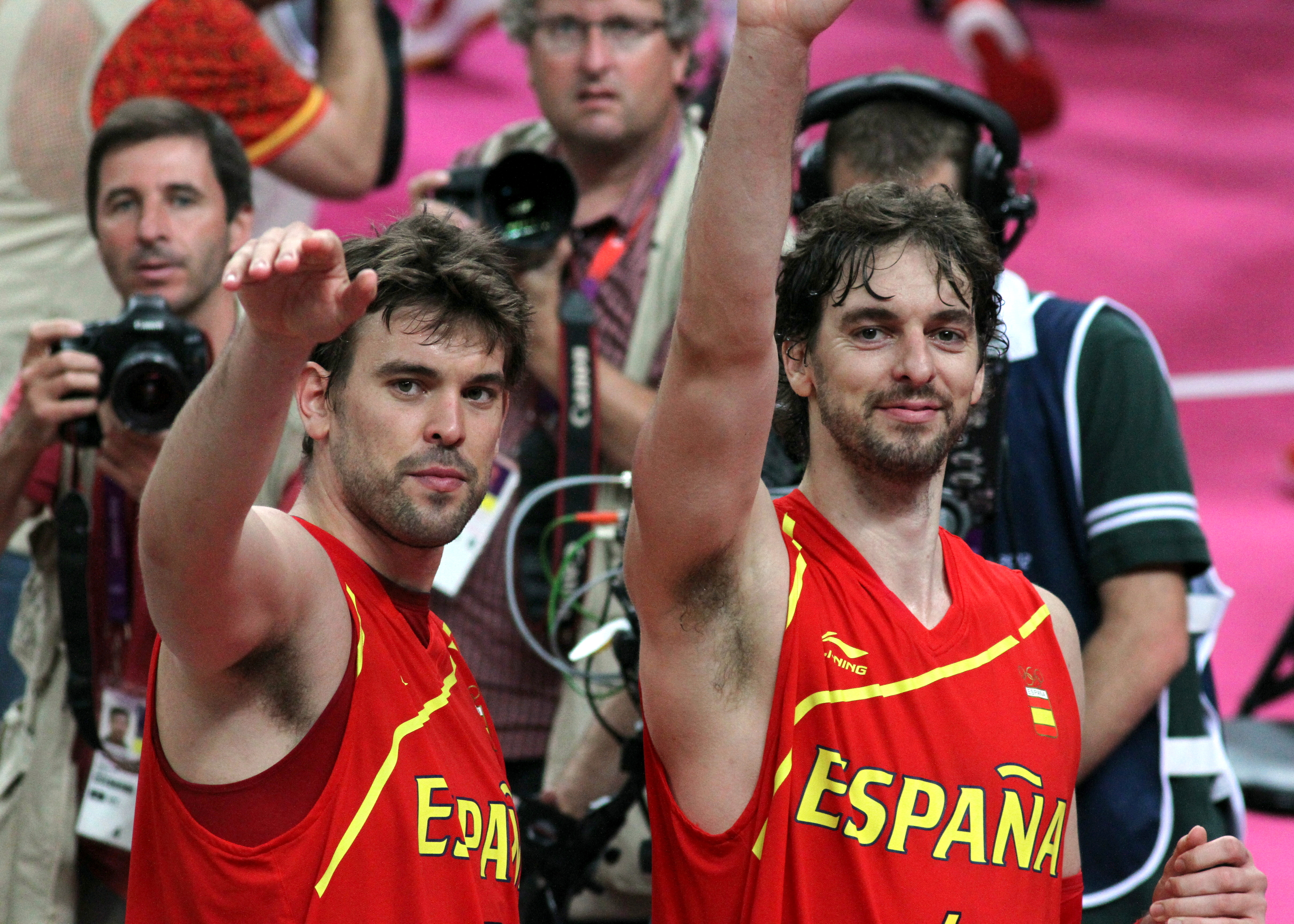
Les frères Marc et Pau Gasol sous le maillot de l'équipe d'Espagne, lors des Jeux olympiques de 2012 à Londres.

Depuis la création du sport, les États-Unis ont dominé les compétitions internationales masculines et féminines, quoique concurrencés par les équipes de Yougoslavie (puis de Serbie) et d'Union soviétique. L'équipe américaine a notamment remporté l'or olympique à quatorze reprises, sur dix-huit olympiades où le basketball figure au programme. La première Dream Team (« Équipe de rêve ») américaine, composée notamment de Michael Jordan, Magic Johnson, Charles Barkley et Scottie Pippen, entre en compétition lors des Jeux olympiques de Barcelone et remporte le titre avec un écart moyen de 42 points sur ses adversaires. Elle est ainsi considérée comme la meilleure équipe de l'histoire. Toutefois, avec la popularité croissante du basket-ball dans le monde, de nouvelles équipes nationales gagnent en niveau et parviennent à contester la suprématie américaine. L'équipe américaine, bien que composée intégralement de joueurs évoluant en NBA, finit sixième lors des championnats du monde en 2002 derrière la Yougoslavie, l'Argentine, l'Allemagne, la Nouvelle-Zélande et l'Espagne. Lors des Jeux olympiques de 2004 à Athènes, les États-Unis n'obtiennent que la médaille de bronze, après des défaites contre Porto Rico, la Lituanie et l'Argentine. Ils perdent également contre la Grèce en demi-finales des championnats du monde en 2006. Selon le classement établi par la FIBA en date du 3 octobre 2015, l'équipe américaine demeure la meilleure au monde, suivie par l'Espagne, la Lituanie, l'Argentine, la France, la Serbie, la Russie, la Turquie, le Brésil et la Grèce.
| Rang | Équipe            | Points | Évolution     |
| ---- | ----------------- | ------ | ------------- |
| 1    | États-Unis JO, CM | 783    | en stagnation |
| 2    | Espagne EU        | 702,6  | en stagnation |
| 3    | France            | 650,2  | en stagnation |
| 4    | Serbie            | 645    | en stagnation |
| 5    | Argentine         | 627,1  | en stagnation |

Depuis les années 1990, une « globalisation » du basket-ball semble se mettre en place, avec la création de nombreux championnats et ligues à travers le monde. Aux championnats les plus anciens, créés avant les années 1970 (Pro A, Lega Basket, ESAKE, TBL, BBL, Liga ACB) s'ajoutent de nouvelles ligues professionnelles, essentiellement en Asie où le sport est en plein essor. La première ligue professionnelle d'Asie, la Philippine Basketball Association (PBA), organise son premier match le 9 avril 1975 à Quezon City, dans la banlieue de Manille. La National Basketball League est fondée en 1979 regroupe sept équipes australiennes et une équipe néo-zélandaise ; une ligue féminine est créée en 1981. Des ligues sont créées partout dans le monde dans les années 2000, comme la Bj League au Japon (2005), la NBB au Brésil (2008) et la VTB United League en Russie et Europe de l'Est (2008). Toutefois, c'est la Chinese Basketball Association qui connaît le plus fort développement et attire même d'anciens joueurs NBA, comme Metta World Peace, Stephon Marbury ou Tracy McGrady. Au Canada, bien que le hockey sur glace demeure le sport le plus pratiqué et médiatisé, le nombre de licenciés et de matchs diffusés ne cesse de croître depuis une dizaine d'années.

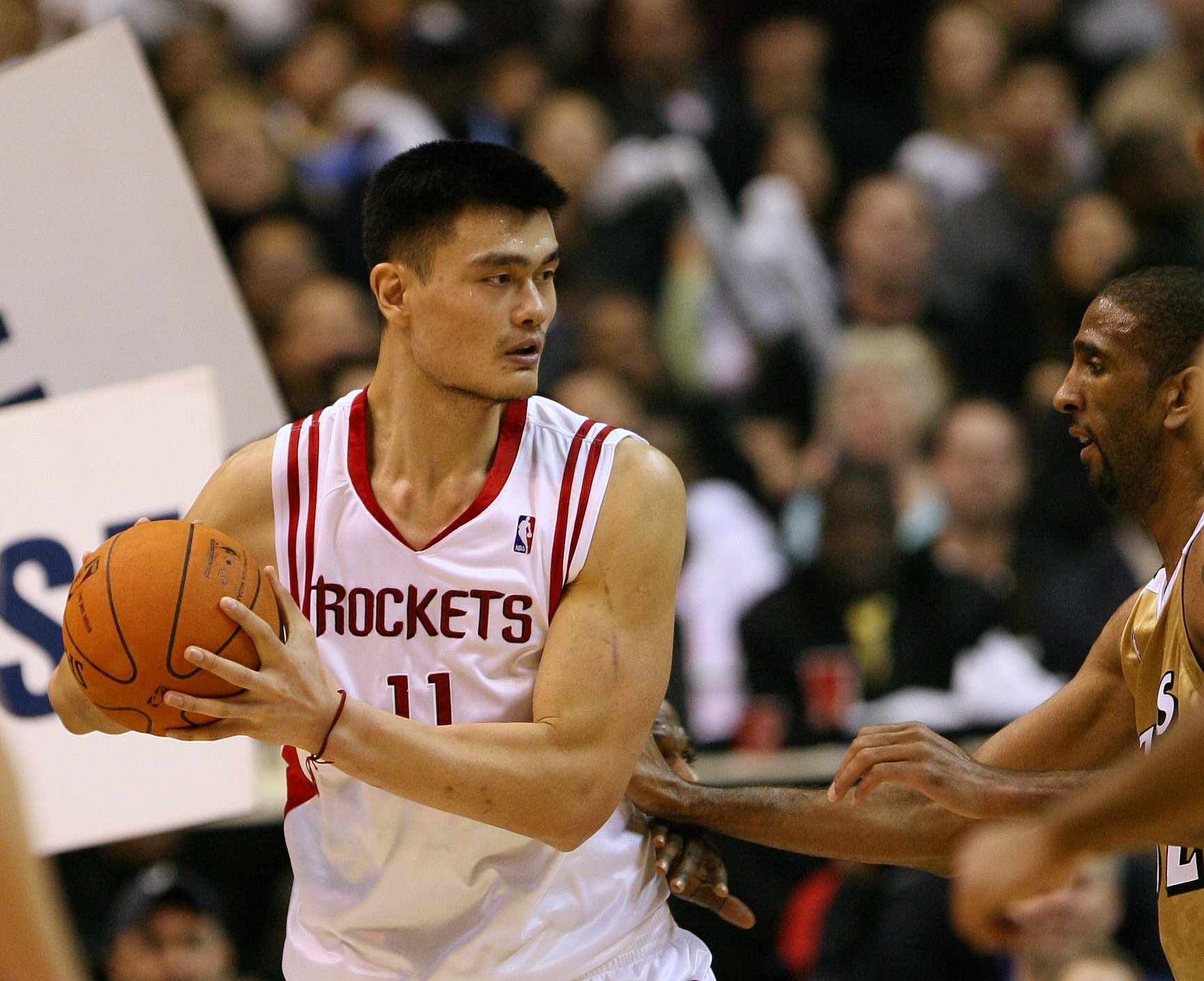
Le joueur chinois Yao Ming en décembre 2006, sous le maillot des Rockets de Houston. De 2002 à 2011, il dispute neuf saisons en NBA et contribue à l'expansion du basket-ball en Asie.

Face au développement international du basketball, la NBA s'est peu à peu ouverte aux meilleurs joueurs étrangers non formés aux États-Unis. Parmi les premiers figurent des Yougoslaves comme Dražen Petrović, Toni Kukoč et Vlade Divac, ou des Lituaniens (Arvydas Sabonis, Šarūnas Marčiulionis). Une vingtaine de joueurs français a foulé les parquets de la ligue américaine : Tariq Abdul-Wahad fut le premier, en 1997, suivi par d'autres comme Nicolas Batum, Joakim Noah, Mickaël Piétrus, Kevin Séraphin, Johan Petro, Boris Diaw ou encore Tony Parker, quatre fois champion NBA avec les Spurs de San Antonio. La ligue recrute aussi plusieurs joueurs africains : Manute Bol, Michael Olowokandi, DeSagana Diop, Luc Mbah a Moute, Hasheem Thabeet ou Bismack Biyombo.
Des joueurs russes (Timofeï Mozgov, Andreï Kirilenko), espagnols (les frères Pau et Marc Gasol), allemands (Dirk Nowitzki, Detlef Schrempf), italiens (Andrea Bargnani, Marco Belinelli), suisses (Thabo Sefolosha, Clint Capela), argentins (Manu Ginóbili, Andrés Nocioni) et brésiliens (Anderson Varejão et Nenê) font également leur apparition. Quelques Australiens (Luc Longley, Andrew Bogut) sont aussi parvenus à intégrer un club américain. Enfin, depuis les années 2000 et le gain de popularité du basketball en Asie, la NBA a accueilli quelques joueurs chinois ou d'origine chinoise : Yi Jianlian, Wang Zhizhi, Jeremy Lin et surtout le géant Yao Ming, figure de proue de l'expansion du basket-ball en Chine, où le basket-ball est devenu le deuxième sport le plus pratiqué après le tennis de table,.

### Pratique féminine du basket-ball

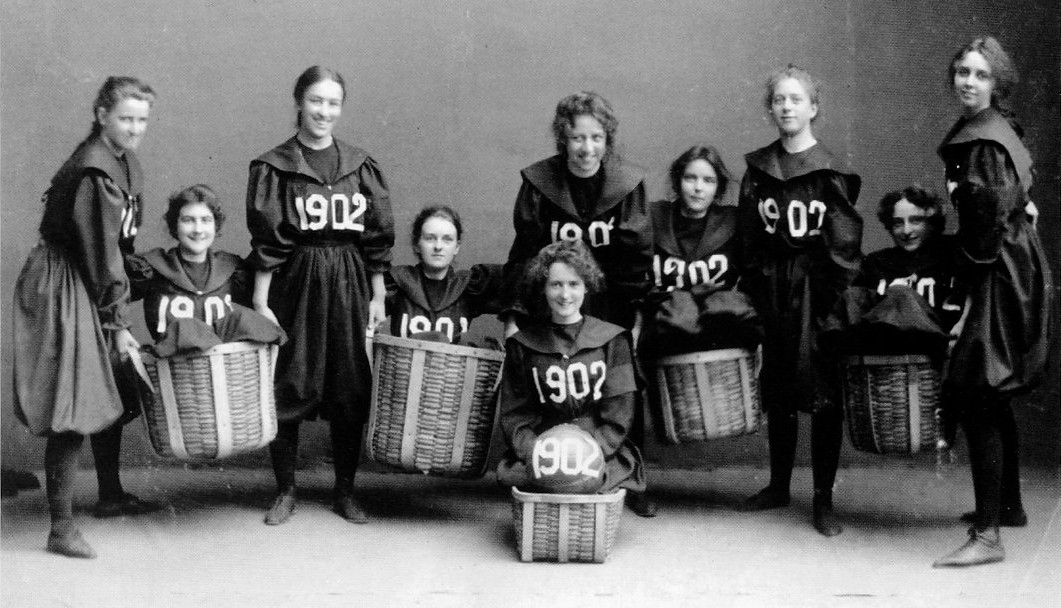
L'équipe féminine de basket-ball du Smith College en 1902.

L'histoire du basket-ball féminin débute en 1892 au Smith College (Massachusetts), lorsque la professeure d'éducation physique Senda Berenson Abbott adapte les règles du jeu pour les femmes. Ainsi, elle interdit d'arracher le ballon à l'adversaire ou de dribbler au sol plus de trois fois, afin de ne pas « développer une tendance à la nervosité et perdre la grâce, la dignité et l'estime de soi ». Peu après avoir été embauchée, elle rencontre Naismith afin d'en apprendre davantage sur le basket-ball. Convaincue de l'intérêt de ce sport et des valeurs qu'il peut véhiculer, elle organise le premier match universitaire féminin au Smith College le 21 mars 1893 : les élèves en première année (freshmen) jouent contre les deuxièmes années (sophomores). Le sport s'implante dans plusieurs universités pour femmes, dont Wellesley, Vassar et Collège Bryn Mawr. Le 4 avril 1896, l'équipe de Stanford affronte celle de Berkeley dans un match à neuf contre neuf, qui voit la victoire de Stanford par 2–1.

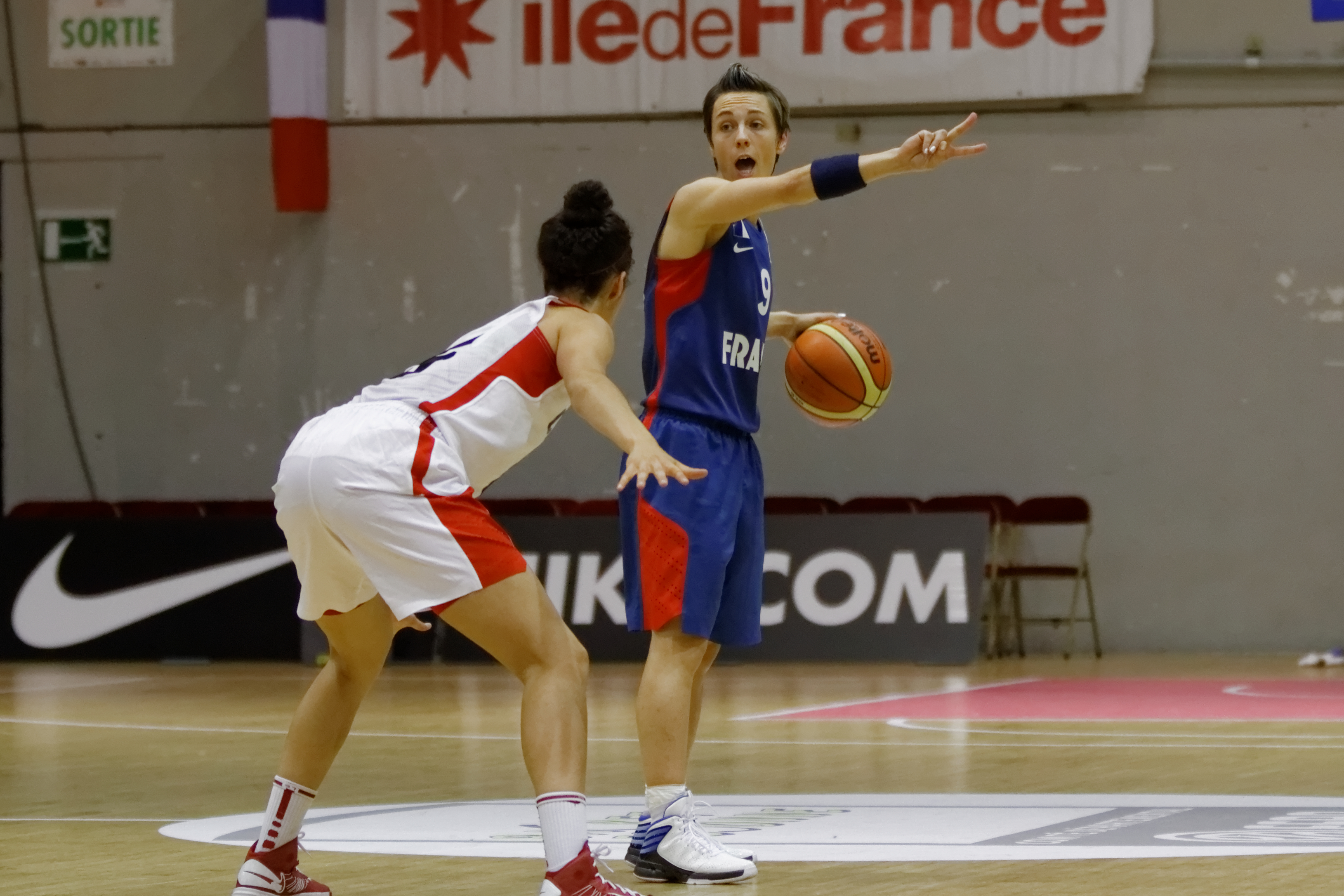
La joueuse française Céline Dumerc (en bleu) lors d'un match face au Canada, le 7 juin 2013.

En 1895, Clara Gregory Baer publie le premier recueil des règles du basket-ball féminin, alors appelé basquette. Les règles de Berenson sont publiées pour la première fois en 1899, et celle-ci réalise la première édition du Women's Basketball Guide d'Albert Spalding en 1901. La pratique féminine est alors très mal considérée : devant le développement du sport dans les lycées, de nombreuses études tentent de prouver les effets du basket-ball sur la moralité des jeunes filles et prônent son interdiction. Les joueuses portent le corset ainsi que de longues robes, qui les font fréquemment trébucher. Le tir devait être effectué à une seule main : tirer à deux mains était jugé disgracieux car il mettait la poitrine en avant. Les joueuses des Edmonton Grads, une équipe canadienne qui réalise des tournées entre 1915 et 1940, n'étaient pas payées et devaient impérativement rester célibataires.
De premières stars féminines émergent aux États-Unis, comme Mildred Didrickson des Golden Cyclones et l'équipe des All American Red Heads. Cette dernière se produit en spectacle à la manière des Globetrotters de Harlem et joue parfois contre des équipes masculines, avec les règles destinées aux hommes. Elles ont cependant pour obligation de se maquiller et de soigner leur apparence. Dès 1924, la Fédération sportive féminine internationale organise une compétition de basket-ball. Les Edmonton Grads dominent le basket-ball féminin jusqu'aux années 1940 : elles jouent contre toutes les équipes qui acceptent de les défier et remportent 522 victoires pour seulement vingt défaites. Elles remportent également le tournoi de démonstration du basket-ball féminin aux Jeux olympiques de 1924, 1928, 1932 et 1936.
Le basket-ball féminin accède à plus de reconnaissance dans la seconde moitié du XXe siècle, avec notamment la création du championnat du monde féminin en 1953 et du championnat d'Afrique en 1966. Le sport prend son essor aux États-Unis après l'adoption du Titre IX, qui interdit toute discrimination sur la base du sexe dans les programmes d'éducation soutenus par l’État, et permet la constitution de nombreuses équipes universitaires : un championnat NCAA féminin est créé en 1982.
En 1976, le basket-ball devient un sport olympique féminin. L'équipe des États-Unis (9) et celle d'URSS/Russie (3) se partagent les titres, avec une domination américaine ininterrompue depuis 1996. En 1985, Senda Berenson, Bertha Teague et Margaret Wade deviennent les premières femmes à être intronisées au Basketball Hall of Fame. La professionnalisation du basket-ball féminin se renforce en 1997 avec la création de la Women's National Basketball Association (WNBA), sur le modèle de la NBA. Elle voit rapidement émerger des joueuses vedettes telles que Lisa Leslie, Tina Thompson, Sue Bird, Diana Taurasi ou Candace Parker. Les matchs de la ligue sont diffusés à la télévision depuis 2009 et participent au développement de la popularité du basket-ball féminin.

## Équipement

### Matériel

Un terrain de basket-ball selon les règles de la FIBA.

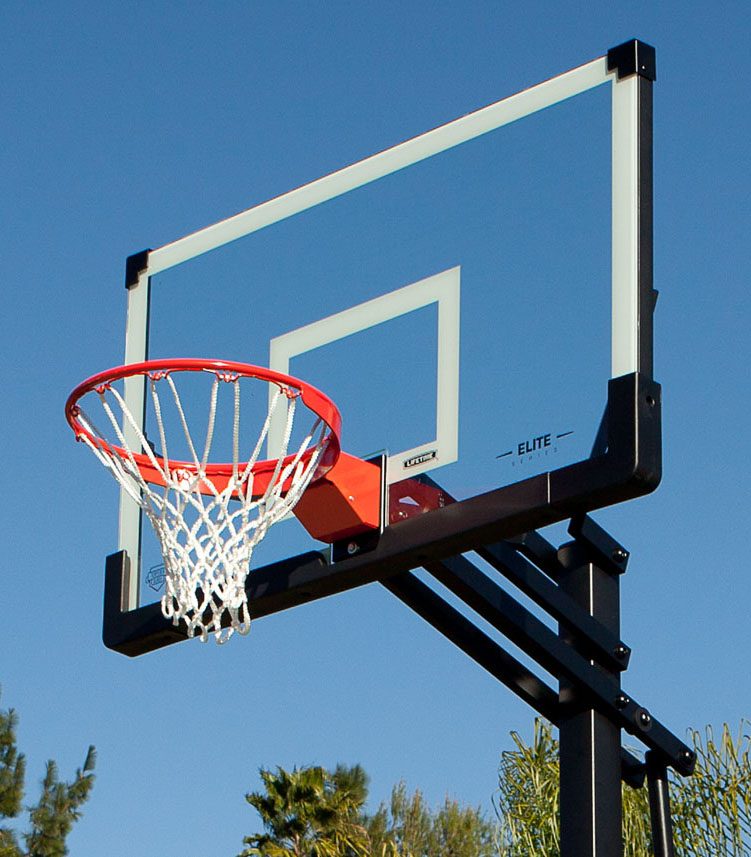
Un panier de basket-ball à l'extérieur, avec un arceau, un filet et un panneau transparent.

Le basket-ball se joue généralement dans un endroit couvert, comme un gymnase, mais peut aussi être pratiqué sur des aires de jeu en tant que loisir, sous sa variante la plus populaire : le streetball (« basket-ball de rue »). Le terrain est doublement symétrique, en longueur et en largeur. Ses dimensions varient, selon les pays ou les normes internationales, de 22,50 à 29 mètres de long sur 13 à 15 mètres de large. Les terrains en extérieur (playgrounds) peuvent être goudronnés ou en terre battue. Les terrains couverts sont généralement réalisés en parquet, avec des lattes d'érable disposées dans le sens de la longueur. Le nom et le logo de l'équipe résidente sont souvent peints sur le cercle central. Les salles accueillant des matchs en compétition possèdent des équipements supplémentaires comme l'horloge des 24 secondes, une table de marque (sur le côté), des tableaux d'affichage et des compteurs. Aux États-Unis, la plupart comprennent également des écrans suspendus au plafond.
Aux deux extrémités du terrain se trouve un panier, formé par un anneau (ou arceau) métallique situé à 3,05 m du sol, en dessous duquel est attaché un filet ouvert en son centre. L'arceau est fixé à un panneau rectangulaire vertical (la « planche ») sur lequel la balle peut rebondir lors d'un tir. Certains arceaux peuvent s'incliner lorsqu'un joueur effectue un dunk puis revenir en position horizontale (les anneaux inclinables). Toutefois, par extension, le terme de panier désigne la structure entière : le mât, le panneau, et le panier stricto sensu.
Sous chaque panier se trouve une zone rectangulaire (trapézoïdale avant octobre 2010) appelée la raquette (ou zone restrictive). Un arc de cercle situé à 6,25 m (6,75 m depuis 2010 pour les championnats de Pro A, Pro B, N1 français et basket-ball féminin ; 7,23 m en NBA) de chaque panier représente la ligne de tirs à trois points. Sous l'anneau est tracé un arc de cercle d'un rayon de 1,25 m dans lequel aucun passage en force d'un attaquant ne sera sifflé par l'arbitre.
Le ballon de basket-ball standard est de forme sphérique, et a une masse de 650 g et un diamètre de 24 cm. Sa pression intérieure est de 0,55 atm. Initialement, le basket-ball se pratiquait avec un ballon de football, puis des ballons spécifiques de couleur marron. Ce n'est qu'à la fin des années 1950 que Tony Hinkle, désireux de créer une balle plus visible des joueurs et des spectateurs, développe la balle de couleur orange encore utilisée aujourd'hui. Constituée de huit pièces de cuir cousues autour d'une chambre à air, il existe en plusieurs tailles : 7 pour les hommes, 6 pour les femmes, et de 5 à 3 pour les jeunes joueurs. Le ballon officiel de la NBA est fabriqué par Wilson, et celui de la FIBA par l'équipementier japonais Molten.

### Vêtements et accessoires

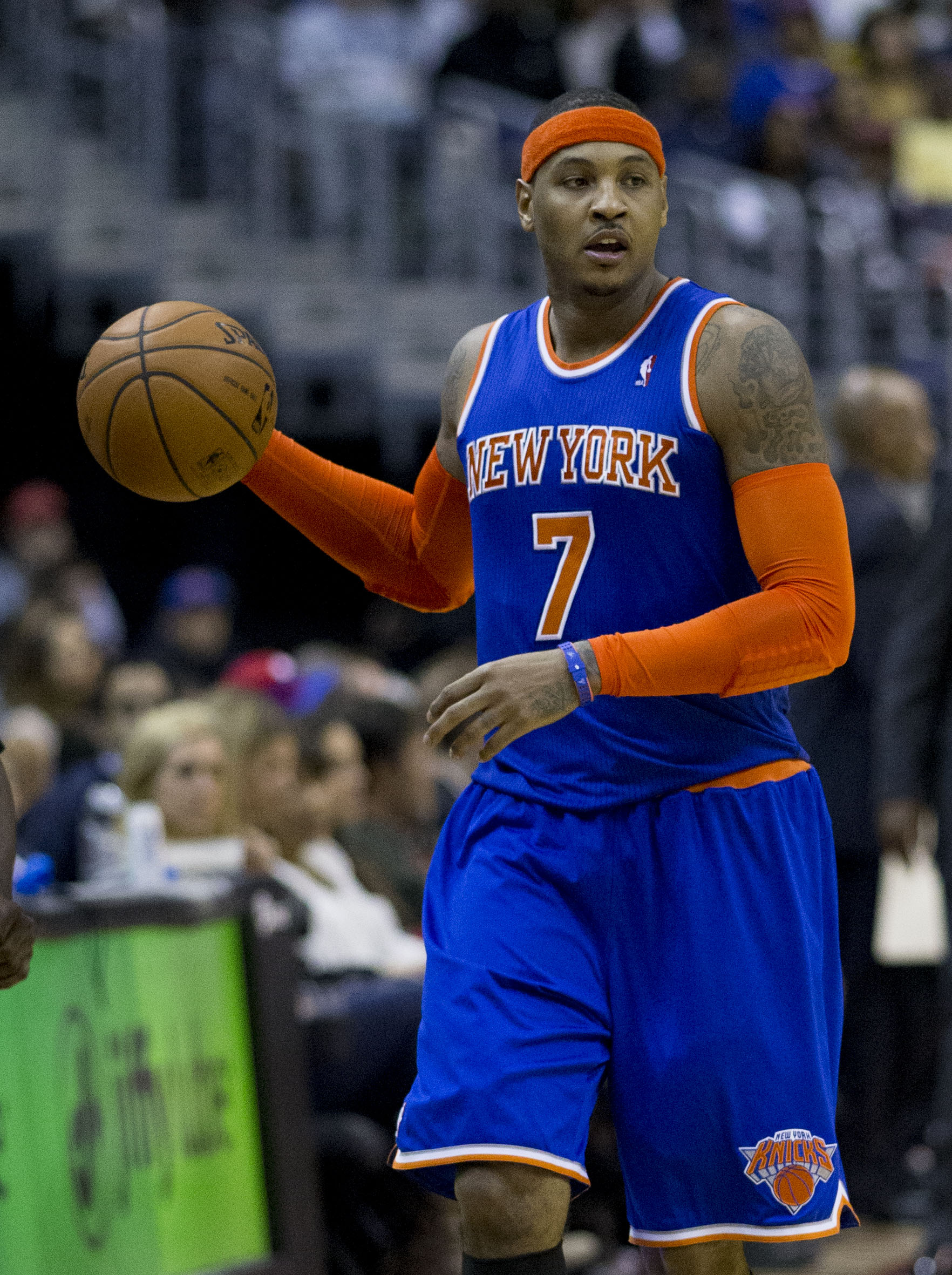
Le joueur américain Carmelo Anthony portant un équipement complet : maillot, short, bandeau et shooting sleeve avec protection au coude sur les deux bras.

Au tout début du siècle, les joueurs portaient des maillots en tricot de laine et des pantalons en étoffe. La dureté du jeu et le mauvais état des terrains imposait en outre le port de protections aux genoux, aux coudes et aux tibias. Dès les années 1910, le port du maillot se développe et les pantalons en étoffe sont remplacés par des shorts. Dans les années 1960, l'habillement des joueurs évolue : les maillots deviennent plus légers et sont progressivement réalisés en fibres synthétiques. À l'initiative notamment de Michael Jordan, les shorts sont allongés et les maillots rendus plus larges. En outre, certains joueurs portent des gaines au bras effectuant les tirs, ou plus rarement aux doigts : les sleeves. D'autres comme Slick Watts ou Bill Walton ont rendu populaires les bandeaux, portés autour de la tête ou au poignet. Fabriqués en nylon et élasthanne extensibles, ils sont destinés à garder les muscles chauds ou éponger la sueur, mais sont aussi utilisés comme un accessoire de style.
Les chaussures de basket-ball ont également changé au fil du temps. Au début du siècle, la plupart des joueurs portaient des chaussures de cuir peu confortables. En 1903, l'équipementier sportif Spalding met en vente un modèle spécialement conçu pour le basket-ball, avec un système de ventouses pour éviter de glisser. Des modèles en toile et en caoutchouc ont ensuite été créés, parfois sur les conseils de joueurs comme Chuck Taylor, qui contribua au développement des Converse. Les Chuck Taylor All Star et les Keds sont les chaussures les plus utilisées dans les années 1960 et 1970. À partir des années 1980 apparaît la forme actuelle des chaussures de basket-ball, avec une forme montante cachant la malléole médiale afin d'éviter les risques de torsion de la cheville : Nike et Adidas dominent alors le marché. Les plus grands joueurs sont sponsorisés par des fabricants de baskets, tel Michael Jordan avec Nike: ce dernier a d'ailleurs développé sa propre collection de baskets nommée Air Jordan. Si les chaussures de basket-ball se sont imposées en compétition et sont, par exemple obligatoires lors des Jeux olympiques, il est cependant possible de pratiquer le sport en loisir avec de simples chaussures de sport.
Dans les matchs officiels, chaque joueur porte un maillot numéroté. La règle FIBA impose les numéros de 4 à 15 lors des compétitions internationales, soit douze numéros (autant qu'il y a de joueurs dans une équipe). Toutefois, en NBA, les joueurs peuvent choisir n'importe quel numéro de 0 à 99 compris (le 00 existe aussi). Ainsi, en général et dans la mesure du possible, les joueurs de NBA conservent le même numéro durant toute leur carrière, même en changeant d'équipe, sauf quand un joueur le possède déjà ou quand celui-ci est retiré. Lorsque certains joueurs marquent l'histoire de leur franchise, il arrive que celle-ci décide de retirer leur numéro pour leur rendre hommage. Ainsi, le célèbre numéro 23 porté par Michael Jordan aux Bulls de Chicago a été rendu indisponible dans cette franchise après son départ.

## Règlement
Les durées de jeu et les dimensions des lignes du terrain varient souvent en fonction des championnats et des ligues organisatrices : le règlement présenté ci-dessous comprend les normes internationales (FIBA) et nord-américaines (NBA). La FIBA a toutefois annoncé son intention de se rapprocher progressivement des normes américaines.
L'objectif du jeu est de marquer davantage de points que ses adversaires, en inscrivant des paniers tout en empêchant l'autre équipe de le faire. Un panier inscrit vaut deux points, ou trois s'il résulte d'un tir effectué derrière la ligne des trois points (6,75 m d'après la FIBA ; 7,24 m en NBA). Le lancer franc, accordé par l'arbitre après certaines fautes, n'accorde qu'un seul point.

### Règles du jeu

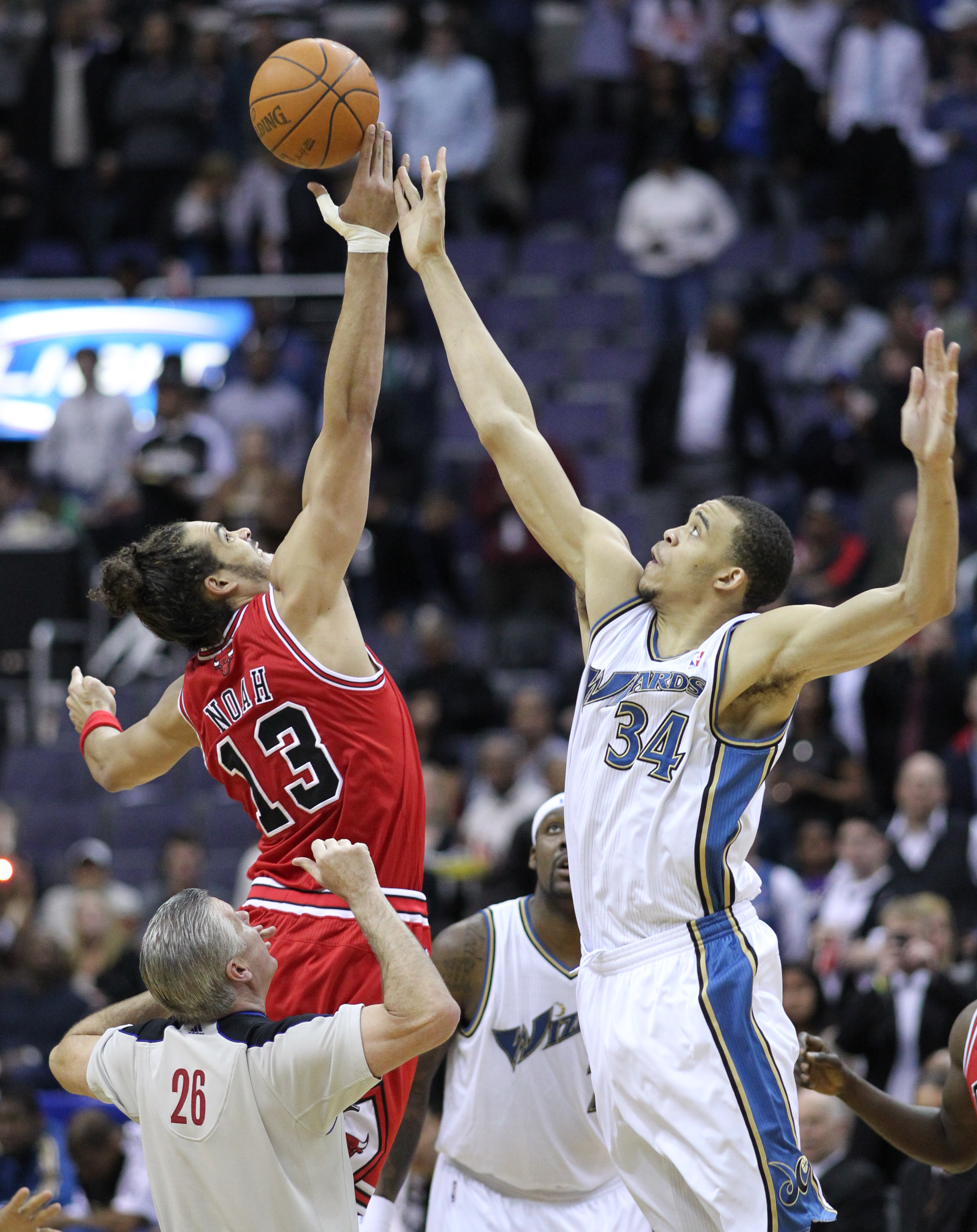
Joakim Noah (gauche) et JaVale McGee effectuant l'entre-deux au début du match.

Un match se déroule en quatre périodes (appelées « quarts-temps ») de dix minutes selon les règles FIBA, et quatre périodes de douze minutes selon les règles NBA. Le championnat universitaire américain (NCAA) utilise quant à lui deux périodes de vingt minutes. Une pause de quinze minutes est accordée à la mi-temps dans les trois règlements, et les équipes changent de panier pour la seconde partie du jeu,,. Le chronomètre est arrêté à chaque coup de sifflet de l'arbitre (en cas de faute ou de sortie par exemple) : la durée réelle du match excède donc beaucoup le temps de jeu règlementaire et atteint généralement deux heures. Le temps de jeu étant effectif, il n'y a pas de temps additionnel comme au football ; une sonnerie retentit au moment où la dernière seconde de chaque période s'est écoulée, mais un tir réussi après la sonnerie peut être accordé si le joueur a lâché le ballon avant que la sonnerie ne retentisse (buzzer beater).
Seuls cinq joueurs de chaque équipe peuvent être présents simultanément sur le terrain,,. Chaque équipe peut remplacer un ou plusieurs joueurs pendant les arrêts de jeu et les temps morts. Un nombre limité de temps morts est autorisé, à la demande de l'entraîneur. Leur durée est comprise entre vingt et cent secondes (en NBA). L'entraîneur se trouve au bord du terrain et donne des instructions stratégiques à ses joueurs. Le banc accueille les joueurs remplaçants, ainsi que les entraîneurs assistants et d'autres membres du personnel de l'équipe.
Au début du match, l'engagement est effectué par l'arbitre sous la forme d'un entre-deux,. Pour cela, un joueur de chaque équipe (généralement le plus grand, celui qui saute le plus haut ou un compromis des deux) se place face à son adversaire, derrière la ligne du milieu de terrain, en direction du panier où il doit attaquer. L'arbitre lance alors la balle au-dessus des deux joueurs et ceux-ci doivent pousser le ballon avec la main pour qu'un de leurs équipiers l'attrape. C'est à ce moment-là que le match commence.
À l'issue de la rencontre, l'équipe ayant inscrit le plus de points remporte le match. En cas d'égalité, on joue alors cinq minutes de prolongation pour départager les deux équipes, et ce quelle que soit la compétition en cours. S'il y a à nouveau égalité au terme de la prolongation, on rejoue une autre prolongation. Il n'y a ainsi jamais de match nul au basket-ball (sauf en cas de phase finale aller/retour, où il peut y avoir match nul au match aller ou retour, le vainqueur se décidant au cumul des points sur les deux matchs),.

### Arbitres et officiels de la rencontre
Les rencontres professionnelles de basket-ball sont supervisées par trois arbitres. En NBA, l'arbitrage est effectué par un arbitre présent sur le terrain (nommé crew chief) et deux arbitres de touche. La FIBA utilise une organisation différente avec un arbitre dit « de queue » (le plus proche du centre du terrain), un dit « de tête » (sous le panier) et un troisième dit « central » (entre ses deux collègues). Les officiels de la table de marque sont chargés de compter les points inscrits, de gérer le chronomètre de jeu, de noter les fautes individuelles et d'équipe commises ainsi que les remplacements effectués. Ils gèrent également la flèche de possession alternée et le chronomètre des tirs (ou horloge des 24 secondes) ainsi que les drapeaux signalant que la prochaine faute d'une équipe entraînera deux lancers francs.

### Violations

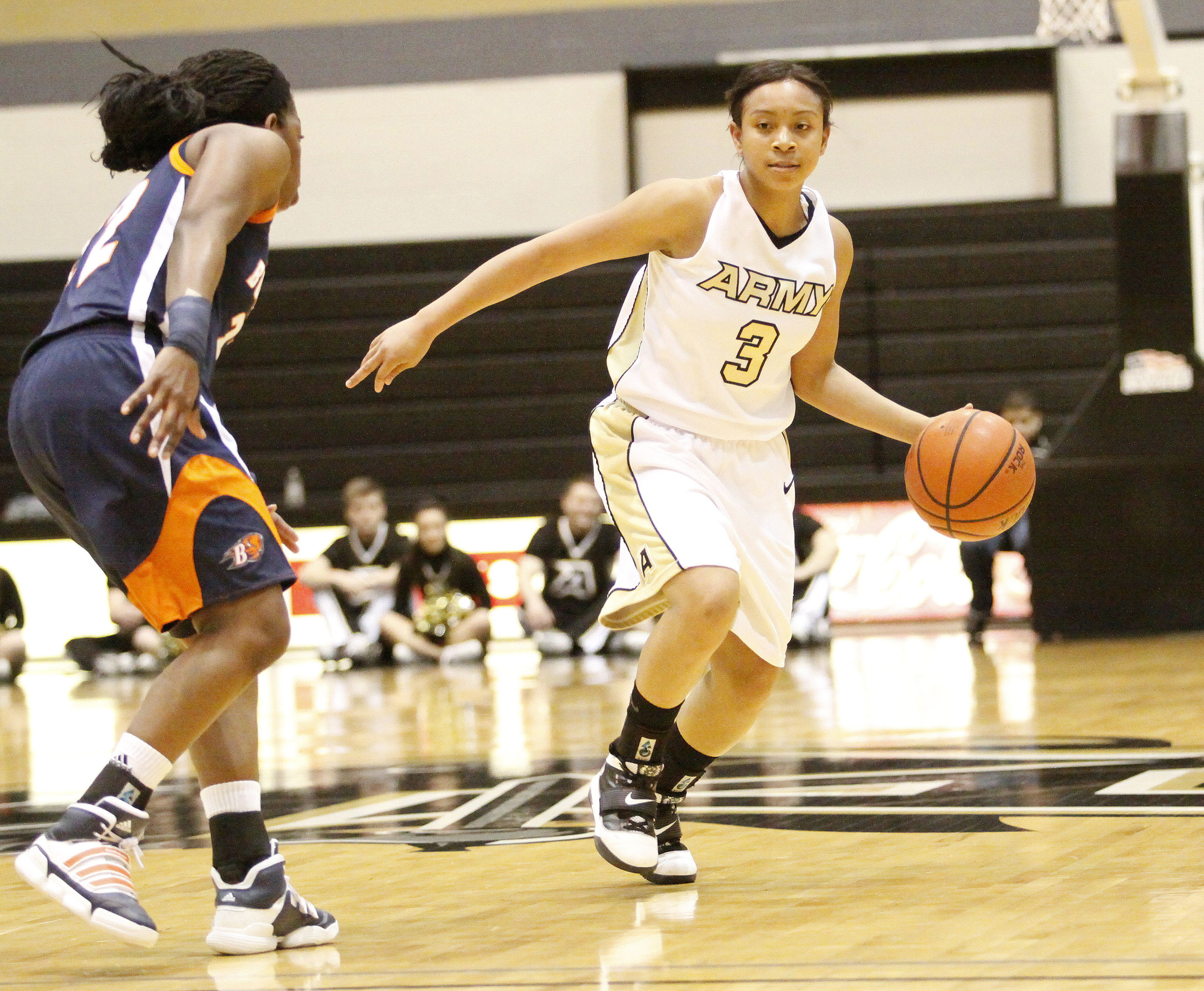
Une joueuse en train de dribbler pour avancer sur le terrain.

Les joueurs doivent manipuler le ballon avec les mains exclusivement. Celui-ci peut être déplacé en étant lancé, passé entre deux joueurs, roulé au sol ou dévié par la main. En revanche, il est interdit de le toucher avec une partie quelconque de la jambe de manière délibérée ou de le frapper du poing : cela constitue une violation qui entraîne la perte de possession du ballon.
Lorsqu'un joueur est en possession du ballon, il doit dribbler, c'est-à-dire faire constamment rebondir le ballon sur le sol avec une main, pour pouvoir se déplacer avec. Si le joueur qui possède le ballon prend plus de deux appuis sans dribbler, ou s'il fait un saut complet en conservant le ballon à la retombée, il est alors sanctionné par un marcher (en anglais : traveling), et le ballon est rendu à l'équipe adverse par une remise en jeu,. Lorsqu'un joueur reprend son dribble après l'avoir arrêté, ou récupère le ballon après l'avoir lâché sans que celui-ci n'ait rien touché, il est sanctionné par une reprise de dribble (double dribble en anglais). De même, un joueur qui a le ballon n'a pas le droit de poser sa main sous le ballon au cours de son dribble, ce qui constitue un porter de ballon (carry),. La main doit en effet toujours être en contact avec l'hémisphère supérieur du ballon. Dans les deux cas, la balle est rendue à l'adversaire.
Le ballon est hors-jeu dès qu’il rebondit sur ou en dehors des limites du terrain (les lignes de touche ne font pas partie du terrain), ou lorsqu'il est touché par un joueur qui mord ou dépasse les limites du terrain. Contrairement au football, ce n’est pas la position absolue du joueur ou du ballon qui compte, mais le rebond ou l'appui : un joueur peut ainsi plonger en dehors du terrain et sauver la balle, du moment qu'il saute depuis l'intérieur du terrain et qu'il la lâche avant de toucher le sol en dehors du terrain. Si une équipe se trouve en zone avant (moitié de terrain adverse) avec le ballon, et que ce dernier vient à revenir en zone arrière sans toucher un adversaire (par une passe ou un appui dans sa propre moitié de terrain), l'arbitre siffle un retour en zone (backcourt violation). Le ballon est rendu à l'adversaire à l'endroit le plus proche de la violation, en dehors des limites du terrain. Pour être considéré en zone avant il faut que le ballon et les deux appuis du joueur qui contrôle la balle aient traversé la ligne médiane.

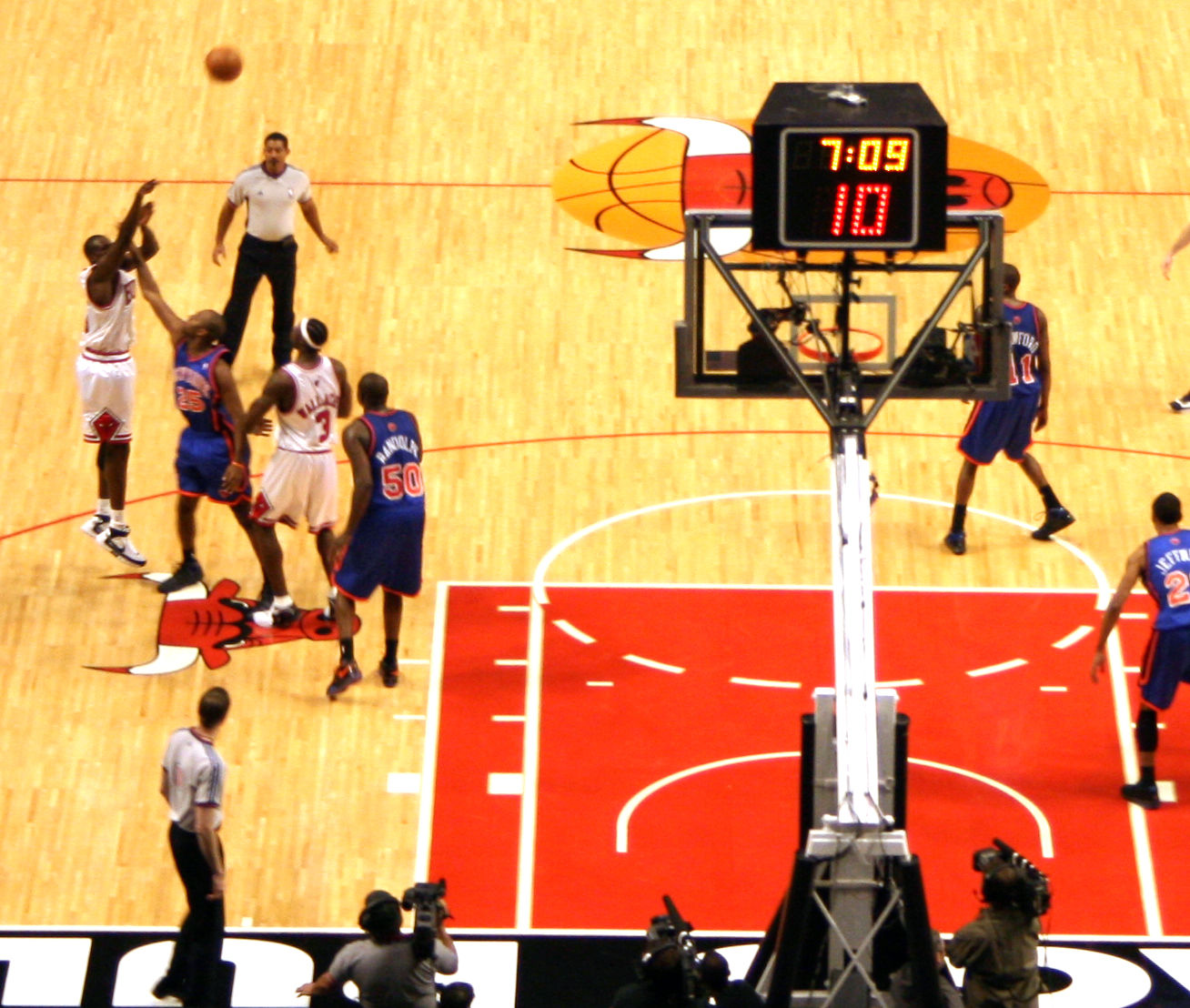
Une horloge des 24 secondes affichant un temps restant de dix secondes pour l'équipe en attaque.

Afin de favoriser un jeu offensif, des règles de temps de possession du ballon ont progressivement été imposées. Les joueurs disposent de 8 secondes (NBA, FIBA) ou 10 secondes (NCAA) pour franchir leur moitié de terrain en attaque. Les attaquants doivent en outre effectuer un tir avant 24 secondes, mesurées par l'horloge des 24 secondes, depuis 1954 pour la NBA. La règle est adaptée à 30 secondes par la FIBA, qui passe aussi à 24 secondes en 1999. La NCAA choisit 35 secondes avant de passer à 30 pour la saison 2015-2016.
Un joueur en attaque ne peut rester plus de trois secondes d'affilée dans la raquette à partir du moment ou son équipe dépasse le milieu de terrain. Les 3 secondes ne sont plus comptabilisées dès qu'un joueur tente un tir au panier. Lors d'une remise en jeu, l’équipe attaquante dispose de 5 secondes pour effectuer celle-ci. Un joueur qui possède le ballon et qui arrête de dribbler dispose de 5 secondes pour s'en débarrasser (par une passe, un tir, ou en la faisant habilement toucher par un adversaire) si le joueur adverse le soumet à une pression défensive (action de défense individuelle rapprochée),.
Les règles connaissent régulièrement des évolutions importantes comme avec l’introduction la règle des 24 secondes (1954 en NBA, 1956 par la FIBA d'abord avec 30 secondes), du panier à trois points en 1984, puis en 2010 un nouveau tracé du terrain faisant notamment passer la ligne des tirs primés à 6,75 m (22′ 2″).
Les règles changent au fil du temps, parfois en réaction à l'influence d'un joueur. Ainsi le goaltending – changer la trajectoire de la balle lorsque celle-ci se trouve dans la zone cylindrique située au-dessus de l’arceau – n’est sanctionné qu'à partir de 1956 que parce que Bill Russell l'utilisait trop facilement en NCAA. La même année, il est définitivement interdit de franchir la ligne des lancers francs avant le tir car Wilt Chamberlain détournait l'exercice en prenant trois pas d’élan pour transformer son tir en lay-up. À partir du 29 mars 1967 et jusqu'en 1976, la NCAA bannit le dunk pour minorer la domination de Kareem Abdul-Jabbar.
Enfin, l'interférence (en) (goaltending) est une violation du règlement qui se manifeste dans plusieurs cas : si un joueur touche la balle alors qu'elle est sur le cercle, par-dessus ou par-dessous le panier ; qu'elle a touché la planche mais pas le cercle ; qu'elle décrit une trajectoire descendante vers le panier ; ou si un joueur abaisse volontairement l'arceau pour empêcher le tir de rentrer. Si l'équipe en attaque commet la faute, le panier est annulé, mais il est accordé si l'équipe défensive commet la faute même si le ballon ne pénètre pas dans le panier,.

### Fautes

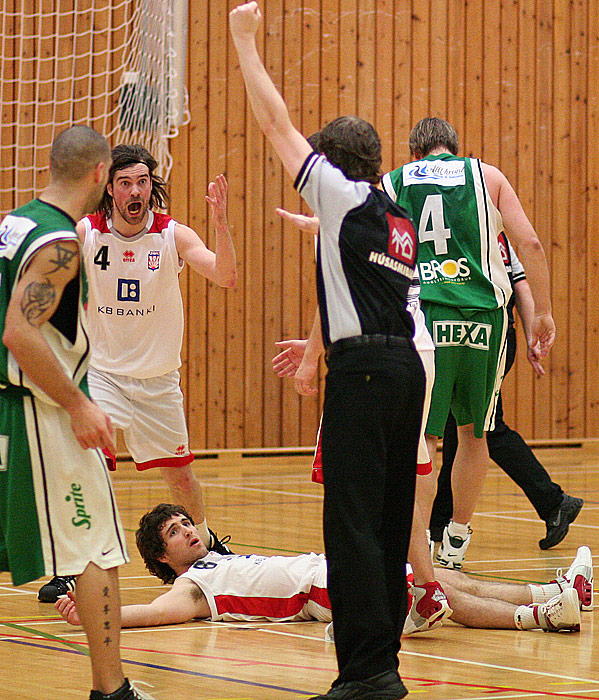
L'arbitre indique qu'une faute a été commise par le joueur au sol.

Au basket-ball, les contacts avec le porteur de balle sont généralement proscrits. Toute tentative de désavantager l'adversaire par un contact physique constitue une violation des règles du jeu et est sanctionnée par une faute personnelle. En cas de choc, c'est généralement le défenseur qui est sanctionné, sauf lorsque ce dernier est immobile et que le joueur attaquant le percute au niveau du torse, auquel cas l'attaquant est sanctionné par un passage en force ; la balle est alors rendue à l'autre équipe. En cas de faute du défenseur sur dribble (contact avec le bras, obstruction), la balle est remise à l’équipe attaquante au niveau où la faute a été commise, en dehors des limites du terrain. Lorsqu'un joueur a commis cinq fautes personnelles (six en NBA et WNBA) au cours du match, il est alors remplacé et n'a plus le droit de rejouer jusqu'à la fin du match,.
Quand une faute personnelle est commise sur un joueur qui tire ou a l'intention de tirer, ce joueur doit alors tirer le nombre de lancers francs correspondant à la valeur du tir : deux ou trois s'il s'agit d'un tir à trois points. Il n'en tire qu'un seul lorsque le panier est réussi et accordé. Si un joueur doit tirer plusieurs lancers francs, les autres joueurs ne pourront tenter d'attraper le rebond qu'à l'issue du dernier lancer. Le tir est à refaire si un défenseur rentre dans la raquette avant que le ballon ne quitte les mains du tireur ou il est annulé lorsque le tireur « mord » (touche) la ligne des lancers francs avec son pied. À chaque quart-temps, lorsqu’une équipe totalise quatre fautes (NBA, FIBA), l’équipe adverse tire alors automatiquement des lancers francs à chaque nouvelle faute défensive adverse : elle se trouve alors dans une situation de « bonus »,. Une faute commise par un attaquant, appelée « faute offensive », ne donne jamais lieu à des lancers-francs.
Un contact physique violent, rugueux ou non nécessaire est appelé faute flagrante (en NBA) ou « faute antisportive ». Dans ce cas, l'équipe qui a subi la faute tire un lancer franc puis effectue une remise en jeu au milieu de terrain.
Les fautes techniques peuvent être prononcées par l'arbitre pour des comportements d'anti-jeu (mais sans contact physique, ce qui correspondrait à une faute antisportive), des insultes ou un manque de fair-play. L'entraineur peut également en recevoir s'il n'a pas inscrit le nom d'un joueur sur la feuille de match, s'il a lui-même un comportement irrespectueux ou si un joueur situé sur son banc en fait de même. Elles donnent lieu à un lancer, qui peut être tiré par n'importe quel joueur de l'équipe présent sur le terrain.
Dans les championnats sous l'égide de la FIBA, une faute qui entraîne l'exclusion du joueur est appelé faute disqualifiante. Elle peut être directement attribuée à un joueur pour un comportement extrême, en cas de bagarre, ou si un joueur remplaçant pénètre dans le terrain de jeu pendant une bagarre.

### Nouvelles règles FIBA (2014)
À partir du 1er octobre 2014, la FIBA modifie six règles :
1. dans le demi-cercle juste sous le panier, une ligne augmente la protection de l'attaquant ;
2. nouveau tracé de ligne à trois points et zone restrictive (raquette) au format NBA ;
3. dans les deux dernières minutes, chaque équipe ne peut prendre qu'un maximum de deux temps-morts ;
4. sur un rebond offensif, l'horloge des 24 secondes reprend à 14 secondes ;
5. en cas de faute défensive alors qu'il reste moins de 14 secondes de possession pour l'équipe adverse, le chronomètre des tirs est aussi remis à 14 secondes ;
6. après une faute technique, un seul lancer franc est accordé, plus la remise en jeu au milieu du terrain par l'équipe non-sanctionnée[85] ;
7. la seconde faute technique est disqualifiante.

### Règles spécifiques en NCAA
À compter de la saison 2015-2016, la NCAA féminine se rapproche des règles FIBA en passant aux quarts-temps de 10 minutes au lieu de deux mi-temps de 20 minutes, avec quatre temps-morts médias au lieu de huit. La pénalité (deux lancers-francs, au lieu d'un lancer-franc et un second si le premier est réussi) s'applique après la cinquième faute d’équipe dans chaque période. La règle des 10 secondes pour amener la balle en zone avant s'applique strictement au lieu de repartir à zéro en cas d'arrêt du jeu. Enfin, après un temps-mort décidé par l'équipe ayant la possession de la balle, notamment après un panier encaissé, la remise en jeu est effectuée au milieu du terrain, ce qui favorise l'équipe offensive. Toutefois, l'équipe attaquante a toujours au plus 35 secondes pour tenter un tir. Quelques semaines plus tard, la NCAA masculine décide d'abandonner la règle des 35 secondes pour passer à 30 dès la saison 2015-2016.

### Règles spécifiques en NBA
Les rencontres NBA se disputent en quatre périodes de douze minutes au lieu de dix dans les règles FIBA et l'élimination des joueurs est effective à la sixième faute. Les règles diffèrent d'avec la FIBA sur des points secondaires, comme l'interférence (en) (goaltending) pour laquelle il est interdit de toucher la balle alors qu'elle est sur le cercle, contrairement aux dispositions de la FIBA. La règle des trois secondes en défense interdit à un joueur de rester plus de trois secondes dans la raquette sans défendre directement sur un attaquant, ce qui limite la défense de zone. La dimension des terrains NBA est de 28,65 × 15,24 mètres contre 28 × 15 mètres pour la FIBA. Depuis la saison 2016-2017, afin d'éviter l'abus du hack-a-player, si une faute intentionnelle est effectuée sur un joueur dans les deux dernières minutes d'un quart-temps, un lancer-franc bonus est offert à l'équipe ayant subi le hack. Ce lancer-franc bonus peut-être tiré par n'importe quel membre de l'équipe présent sur le terrain.[réf. nécessaire]

## Joueuses et joueurs

### Taille
À un niveau professionnel, la plupart des joueurs ont une taille supérieure à 1,90 m, et 1,70 m pour les joueuses. Les meneurs, pour qui la coordination psychomotrice et le maniement de balle sont primordiaux, sont généralement les joueurs les plus petits. Les arrières et les ailiers dépassent souvent 1,95 m, tandis que les intérieurs (ailier fort et pivot) font plus de 2,05 m. Selon un sondage réalisé auprès des équipes de NBA, la taille moyenne des joueurs est de 2,01 m et le poids moyen de 100 kg.
Les joueurs les plus grands à avoir évolué en NBA sont le Soudanais Manute Bol et le Roumain Gheorghe Mureșan, qui mesurent chacun 2,31 m. Yao Ming fut durant plusieurs années le plus grand joueur en NBA avec ses 2,29 m. Avec une taille de 2,18 m, Małgorzata Dydek est la plus grande joueuse de l'histoire de la WNBA.
Le plus petit joueur à avoir évolué en NBA est Muggsy Bogues, qui ne mesurait que 1,60 m. Spud Webb ne mesurait « que » 1,70 m mais avait une détente sèche de 1,07 m, ce qui lui permit de parvenir à dunker et même de remporter le concours de dunks du NBA All-Star Game 1986. De même, Nate Robinson (1,75 m) est parvenu à remporter ce concours à trois reprises et réalisa même des contres sur plusieurs pivots de très grande taille. Si le fait d'avoir une petite taille présente des inconvénients dans certains aspects du jeu, tels que les contacts physiques ou la défense, il permet de prendre les grands joueurs de vitesse et de réaliser des interceptions.

### Positions des joueurs

Les cinq postes traditionnels du basket-ball en position offensive.

Les cinq joueurs de chaque équipe qui débutent un match font partie du cinq majeur.
Que ce soit en attaque ou en défense, chaque joueur joue à un poste précis, désigné par un numéro. Il existe de nombreuses variantes et possibilités, selon la stratégie adoptée par l'entraîneur, mais le schéma de base fonctionne avec cinq postes « classiques » :
1. Le meneur (point guard) est chargé de distribuer la balle et d'organiser le jeu en attaque. Il monte la balle depuis son propre camp et annonce les tactiques à mettre en place[92]. En plus de bonnes capacités au dribble, il doit avoir une excellente vision du jeu pour pouvoir distribuer le ballon à ses coéquipiers. Les meneurs sont généralement les joueurs les plus petits de l'équipe, ce qui leur permet de pénétrer rapidement dans la raquette pour effectuer des lay-ups et de réaliser des interceptions. ex. : Bob Cousy, Oscar Robertson, Magic Johnson, John Stockton, Antoine Rigaudeau, Tony Parker, Stephen Curry, Sue Bird, Russell Westbrook.
2. L’arrière (shooting guard) est un joueur endurant, rapide, agile et doté de bonnes capacités athlétiques[93]. Son rôle principal est de marquer des paniers à trois points : il doit donc avoir une bonne capacité au tir[93]. Il effectue également quelques pénétrations dans la raquette pour des lay-ups ou des dunks, et effectue un marquage serré des attaquants adverses[93]. ex. : Michael Jordan, George Gervin, Kobe Bryant, Ray Allen, James Harden, Juan Carlos Navarro, Manu Ginóbili, Diana Taurasi.
3. L'ailier (small forward), également appelé ailier shooteur ou petit ailier, est un joueur polyvalent capable aussi bien de tirer à trois points que de jouer dans la raquette, en aidant par exemple les intérieurs au rebond. Son jeu est généralement un compromis entre l'agilité et la rapidité d'un meneur, et la taille et la puissance d'un pivot[94]. Le poste mêle ainsi une dimension offensive et une dimension défensive. La plupart des ailiers professionnels mesure environ deux mètres. ex. : Larry Bird, James Worthy, Bernard King, Scottie Pippen, LeBron James, Kevin Durant, Carmelo Anthony, Candace Parker, Maya Moore.
4. L'ailier fort (power forward) joue un rôle similaire à celui du pivot et forme avec lui le secteur dit « intérieur ». Son rôle est principalement défensif : il doit empêcher les attaquants adverses d'approcher du panier, capter des rebonds défensifs et contrer les tirs des adversaires. Plus petit que le pivot, il peut évoluer plus loin du panier[95]. Il peut également réaliser des tirs intérieurs en attaque[95]. ex. : Karl Malone, Kevin Garnett, Tim Duncan, Dirk Nowitzki, Chris Bosh, DeLisha Milton-Jones, LaMarcus Aldridge.
5. Le pivot (center) est généralement le joueur le plus grand (souvent autour de deux mètres dix) et le plus fort physiquement[96]. Il est ainsi fréquemment surnommé big man. Son rôle est de protéger la raquette en utilisant sa taille et sa corpulence, pour empêcher les adversaires de tirer ou de dunker en les contrant. Leur taille leur permet également de capter de nombreux rebonds et de dunker facilement. Ce sont toutefois des joueurs lents[96] et parfois malhabiles, ayant souvent des difficultés au tir intérieur et aux lancers francs. Les pivots étaient les joueurs-clés de l'équipe jusqu'aux années 1990 et les plus convoités lors des drafts. ex. : Kareem Abdul-Jabbar, Wilt Chamberlain, Bill Russell, Hakeem Olajuwon, Moses Malone, Shaquille O'Neal, Yao Ming, Dwight Howard, Rudy Gobert, Lisa Leslie.

Toutefois, certains joueurs combinent les attributions de deux postes. Ainsi, un joueur capable de passer du poste de meneur à celui d'arrière en fonction de la situation de jeu est qualifié de combo guard. De même, le terme de swingman ou « arrière-ailier », utilisé pour la première fois à l'encontre de John Havlicek, désigne un basketteur possédant des attributs propres à l'arrière et à l'ailier.
Les postes qu'occupent les joueurs peuvent varier, même si les joueurs de grande taille sont généralement cantonnés à des postes d'intérieurs. Certains d'entre eux, réputés pour leur polyvalence (tels Magic Johnson ou Boris Diaw), ont pu jouer aux cinq postes durant leur carrière, au gré des besoins de leur équipe.
Parfois, les équipes utilisent une structure simplifiée : deux intérieurs placés aux abords de la raquette, pour défendre l'accès au panier et capter des rebonds ; deux ailiers placés au niveau de la ligne des trois points ; et un meneur chargé de déterminer la stratégie d'attaque.

## Techniques et stratégies
Les principales techniques de jeu utilisées au basket-ball ont évolué au fil du temps, en fonction des changements de règles et des apports réalisés par certains joueurs. Des basketteurs mythiques comme George Mikan, Bill Russell ou Wilt Chamberlain ont ainsi mis au point plusieurs mouvements défensifs ou offensifs réutilisés par la suite. Les joueurs des Globetrotters de Harlem revendiquent également la paternité de nombreuses variantes du dunk, du dribble et du tir. L'usage des statistiques sur le jeu s’approfondit au fil des années.

### Le dribble
Le dribble est le fait de faire rebondir en permanence la balle au sol avec une main. Pour avancer sur le terrain, le joueur doit impérativement dribbler sous peine d'être sanctionné par un marcher. Afin de garder un bon contrôle de balle, il est recommandé de pousser la balle au sol avec le bout des doigts plutôt qu'avec la paume, et de la faire rebondir légèrement de côté (et non devant soi). Lorsque l'on dribble à proximité d'un défenseur, il est préférable de dribbler avec la main la plus éloignée de l'adversaire afin que celui-ci soit plus loin de la balle. Ceci implique d'être aussi agile de la main gauche que de la main droite. En outre, il faut tant que possible dribbler sans regarder la balle, en utilisant la vision périphérique ou ses sensations pour savoir où elle se trouve. En évitant de regarder le ballon, le joueur peut regarder ses coéquipiers et se consacrer à la vision de jeu. De plus, il peut mieux surveiller les défenseurs et éviter les interceptions.
Les bons dribbleurs font rebondir la balle le plus près possible du sol, afin de réduire la distance qu'elle parcourt depuis la main, ce qui rend les interceptions plus difficiles. Marques Haynes, leader des Globetrotters de Harlem, pouvait faire rebondir la balle au sol jusqu'à six fois par seconde. Les meilleurs joueurs dribblent également entre leurs jambes, derrière leur dos, et changent brutalement de direction tout en passant la balle dans la main opposée afin de prendre les défenseurs de vitesse. Cette technique appelée crossover  est très fréquente en streetball. Certains joueurs en ont fait leur spécialité, comme Tim Hardaway, Kyrie Irving ou encore Allen Iverson, qui réalisait des cross-overs si rapides qu'ils faisaient perdre leurs appuis aux défenseurs (ankle breakers).
L'euro step est un mouvement dans lequel un joueur offensif prend son dribble, fait un pas dans une direction, puis fait rapidement un autre dans une autre direction.

### L'attaque
Les stratégies offensives sont très variées et nécessitent généralement un jeu de passes ainsi qu'un déplacement des joueurs sans la balle. Les plus célèbres sont l'attaque en triangle, qui consiste à positionner les joueurs de manière à former un triangle au sein duquel les joueurs font circuler le ballon, et le run and gun, qui se base sur des contre-attaques et des tirs rapides.
Chaque équipe varie ses stratégies au cours de la partie afin de surprendre les adversaires. Le meneur est généralement celui qui annonce la technique à mettre en place. Tous les postes de jeu sont généralement amenés à inscrire des paniers, même si la manière de les inscrire diffère. Les meneurs et les arrières ont tendance à marquer davantage par des tirs ou des pénétrations dans la raquette pour des double-pas, tandis que les intérieurs ont plutôt tendance à réaliser des dunks ou des bras roulés.
L'équipe en attaque dispose de huit secondes pour franchir sa moitié de terrain appelée zone arrière. Elle a en tout 24 secondes pour tenter un tir. Jusqu'en 2010, l'horloge des 24 secondes était réinitialisée dès qu’un tir touchait l'anneau, ou dès qu'un joueur adverse contrôlait le ballon sur le terrain ou commettait une faute. En cas de contre ou si un tir est tenté et que la balle ne touche pas l'anneau, l’horloge continue. Depuis septembre 2010, si une équipe subit une faute en attaque alors que le temps de possession restant est inférieur à 14 secondes, l'horloge n'est réinitialisée qu'à 14 secondes.

#### Les tirs

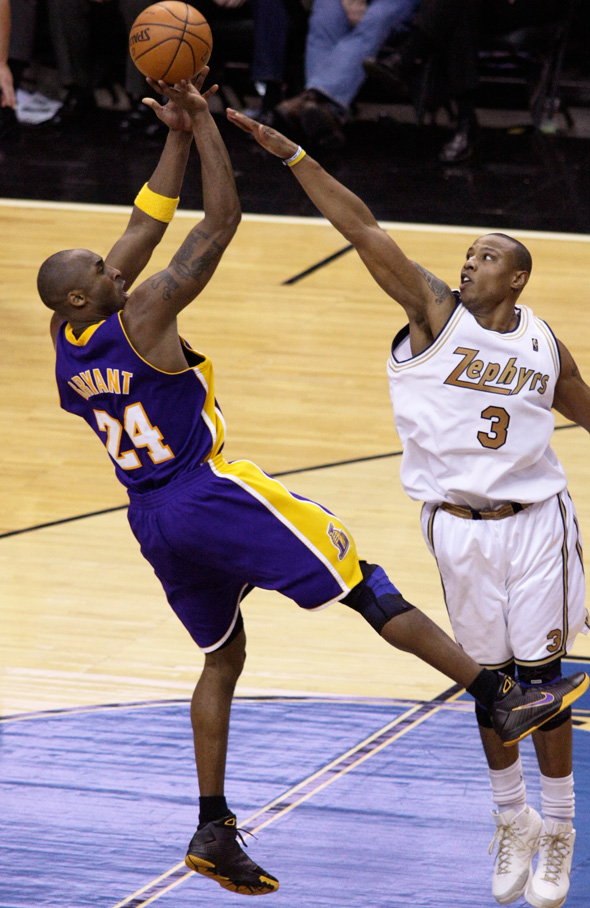
Kobe Bryant effectuant un tir en fadeaway. Plus difficile à contrer, la technique nécessite une bonne précision au tir.

Le tir consiste à envoyer le ballon vers l'arceau dans le but d'inscrire un panier. La technique la plus utilisée est le tir en suspension (jump shot). Généralement, le joueur est placé les deux pieds face au panier, le pied droit légèrement en avant (pour un droitier). Il saisit la balle dans sa main droite et la maintient avec le bout de ses doigts, laissant un petit espace entre la balle et la paume. La main gauche, placée sur le côté gauche de la balle, sert uniquement à stabiliser le tir. Le joueur élève ensuite la balle légèrement au-dessus de sa tête, son bras formant un angle à 90 degrés. Il étend enfin le bras tout en effectuant un fouetté du poignet pour réaliser le tir. Il est recommandé de demeurer quelques instants le poignet baissé afin de suivre le mouvement de la balle (follow-through). Certains joueurs essaient de mettre de l'effet dans la balle pour absorber en partie un éventuel impact avec l'arceau. Afin de maximiser les chances de faire entrer la balle dans le panier, il est recommandé de donner au tir une trajectoire en forme d'arc : plus la balle tombe à la verticale vers l'arceau, plus elle a de chances d'y pénétrer.
Si le ballon passe complètement à travers l'arceau, le panier est validé et rapporte deux points, ou trois s'il s'agit d'un tir effectué derrière la ligne des trois points. Pour que les trois points soient comptabilisés, le tireur doit prendre ses deux appuis à l'extérieur de la ligne des trois points (sans mordre sur la ligne), mais il est autorisé qu'il soit en suspension et retombe en deçà de la ligne. Le tireur peut utiliser le rebond du panneau pour marquer un panier. Si le ballon rentre dans le panier sans toucher l'arceau, on parle d'un swish. Quand le tir est très imprécis et touche uniquement le panneau, il est familièrement appelé « brique ». Si le ballon ne rentre pas dans le panier, et ne touche ni le panier ni la planche, on dit qu'il s'agit d'un air ball.
Il existe également des variantes du tir en suspension. Le fadeaway consiste à tirer au panier en effectuant un saut vers l'arrière. Le tir est plus difficile à contrer mais l'attaquant doit avoir une bonne précision et effectuer le geste rapidement. Le bras roulé (hook shot), popularisé par Kareem Abdul-Jabbar, consiste à se placer de profil par rapport au panier, et réaliser un mouvement d'arc avec le bras manipulant la balle pour marquer d'une seule main. L'autre bras sert à se protéger du défenseur et éviter les contres. La technique est difficile à réaliser et est moins précise que le tir à deux mains.
Le lancer franc est un tir tenté sans opposition, et accordé en réparation d'une faute. Il compte pour un point.
Dans les années 2010, le panier à trois points prend une place de plus en plus importante, illustrée par les succès des Warriors de Golden State en NBA et de leur meneur Stephen Curry ainsi que des Rockets de Houston. En effet, la réussite à trois points est relativement proche de celle d'un tir à mi-distance tout en rapportant un point de plus. Des statistiques avancées évaluent précisément les zones de tirs des joueurs de façon à augmenter leur efficacité alors que la stratégie des équipes consiste à limiter la part des tirs à mi-distance.

#### Le double-pas et le dunk

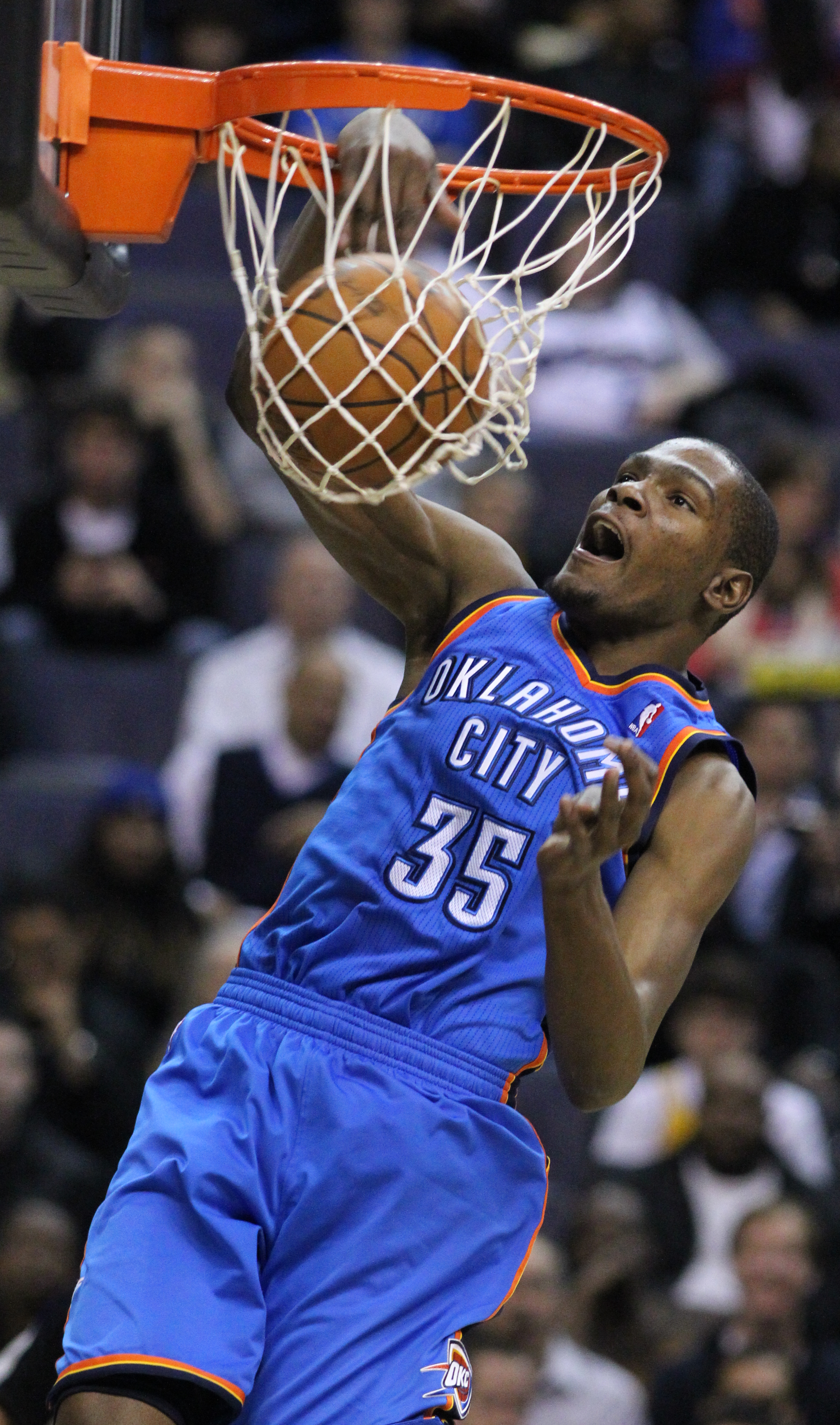
Kevin Durant réalisant un dunk.

Le double-pas est le fait d'inscrire un panier en pleine course, après deux pas sans dribbler. Si le joueur utilise le rebond du panneau, on parle alors de lay-up. Il est souvent considéré comme le moyen le plus simple d'inscrire un panier et fait ainsi partie des premiers enseignements aux débutants. Il est généralement effectué avec une seule main (la même que le côté du terrain par lequel le joueur arrive au panier), la main libre pouvant permettre de se protéger des éventuels contres. Toutefois, il est également possible de porter la balle à deux mains jusqu'au moment de tirer, ce qui réduit les risques d'interception par l'adversaire. Si le joueur fait rouler la balle sur le bout de ses doigts en l'amenant au panier, on parle de finger roll. Le geste aurait été inventé par Wilt Chamberlain, et fut popularisé par George Gervin dans les années 1970.
Le dunk consiste à marquer un panier en projetant le ballon dans l'arceau, à une ou deux mains. Inventée par George Mikan, cette technique très spectaculaire est difficile à réaliser car elle nécessite une grande taille ou une bonne détente sèche. Elle est essentiellement réalisée lors d'une contre-attaque après une interception, car les défenseurs n'ont souvent pas le temps de revenir sur le porteur du ballon, qui a donc le champ libre pour dunker. Si l'action est réalisée en présence de défenseurs, elle présente un caractère humiliant pour l'équipe adverse. On parle de poster dunk pour désigner un dunk réalisé sur un adversaire. Lorsqu'un joueur attrape une passe en l'air puis réalise un dunk, on parle de alley-oop. Lorsqu'un joueur attrape un rebond offensif et qu'il dunke sans avoir touché le sol entre la réception de balle et le dunk, on parle alors de « claquette dunk » en français ou alors de « putback dunk » en anglais.
Particulièrement apprécié du public, le dunk donne lieu à des concours où les participants rivalisent d'inventivité pour créer les techniques les plus spectaculaires. Outre Michael Jordan, resté célèbre pour ses dunks réalisés depuis la ligne des lancers francs (free throw line dunk), des joueurs en ont fait leur spécialité : Julius Erving, qui popularisa le geste, Dominique Wilkins, Nate Robinson ou encore Dwight Howard, qui réalisa un dunk vêtu d'un costume de Superman lors du Slam Dunk Contest en 2008. Moins courants dans le basket-ball féminin, des dunks ont cependant été réalisés par des joueuses américaines telles que Lisa Leslie, Candace Parker ou Brittney Griner.

#### La passe
Lorsque le destinataire d'une passe marque un panier sans dribbler plus de deux fois ou garder la balle plus de quatre secondes, on parle de passe décisive (assist). Les meilleurs passeurs disposent d'une excellente vision de jeu et d'un bon maniement de balle. Les plus prolifiques sont le plus souvent des meneurs : John Stockton, Jason Kidd, Steve Nash, Chris Paul, Oscar Robertson ou Magic Johnson en NBA, et Pablo Prigioni, Dimítris Diamantídis, Theódoros Papaloukás ou Laurent Sciarra en Europe.

#### Les écrans et le pick and roll
Une technique courante, nommée écran, consiste à venir se placer devant le joueur défendant sur le porteur de balle (« faire écran ») pour laisser le champ libre à son coéquipier. Celui-ci peut alors tirer, courir vers le panier ou passer la balle au joueur ayant placé l'écran. Cette dernière technique est nommée pick and roll : un joueur pose un écran sur un défenseur, puis passe derrière lui pour courir vers le panier et obtenir une passe d'un de ses coéquipiers. Il en existe plusieurs variantes : le pick and pop, où le joueur qui place l'écran se place dans une zone libre de marquage pour tenter un tir à mi-distance ; ou encore le give and go, où un joueur fait la passe à l'autre puis lui la redonne instantanément (à la manière d'un « une-deux » au football).
Ces combinaisons sont fréquemment à la base de nombreux systèmes d'attaque et constituent un aspect important du basketball moderne. De nombreux duos de joueurs se sont illustrés dans l'usage du pick and roll : Oscar Robertson et Jerry West dans les années 1960, puis Kobe Bryant et Pau Gasol, ou encore Kevin Garnett et Paul Pierce.

### La défense

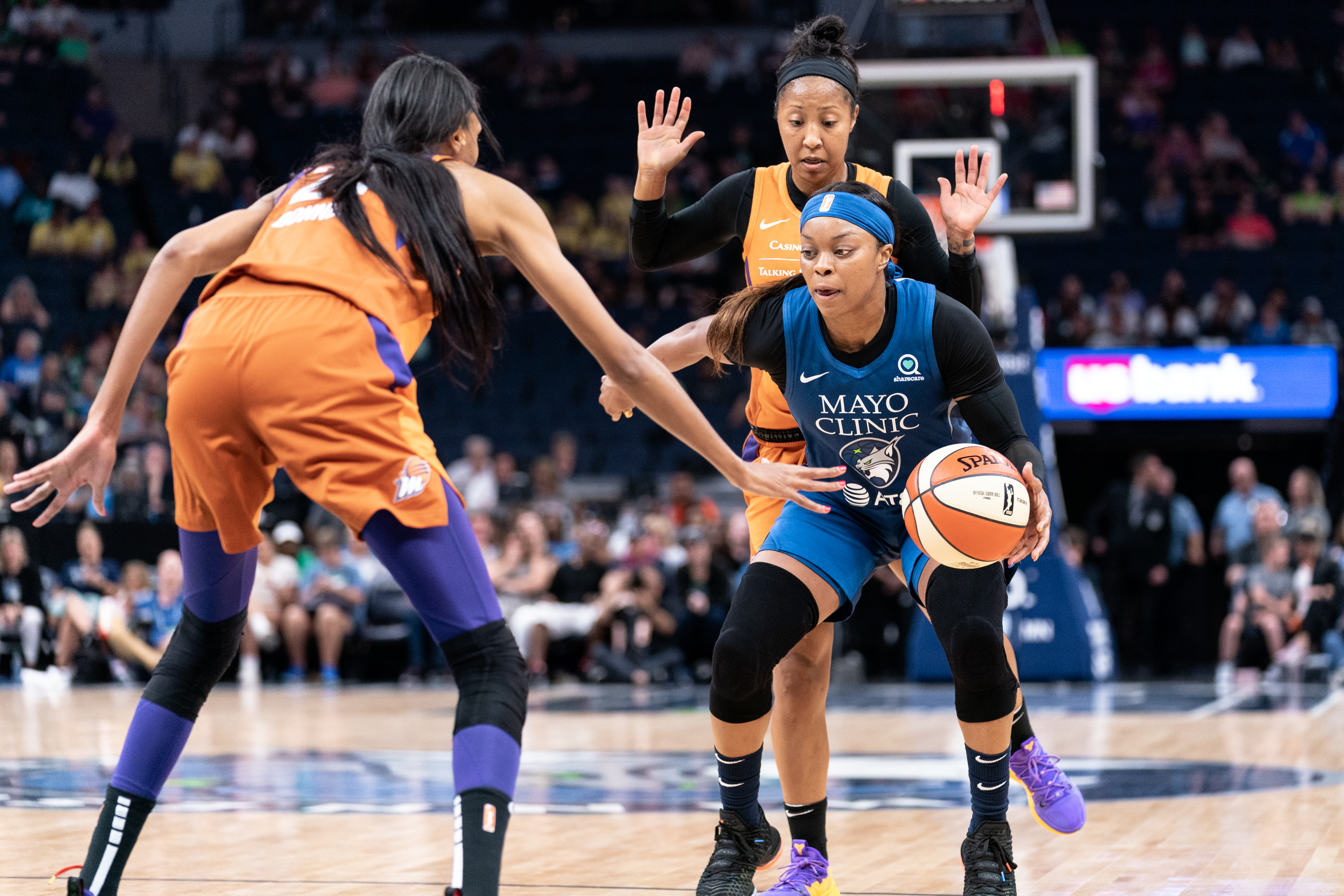
DeWanna Bonner (de dos) en défense sur Odyssey Sims (balle en main).

La défense a longtemps été la phase passive du basket-ball : les défenseurs attendaient l'échec des attaquants. À partir des années 1960 et l'introduction de la règle du marcher, les défenseurs deviennent plus agressifs et tentent de reconquérir la balle (turnover). Bill Russell, pivot des Celtics de Boston, a donné ses lettres de noblesse à la défense et a développé de nombreuses techniques.
Tout comme en attaque, il existe plusieurs systèmes de base :
- La défense spontanée (ou intuitive) : les joueurs courent dans tous les sens, et tentent de gêner la progression de l'adversaire ou de lui prendre le ballon. Cette défense est notamment pratiquée par les jeunes joueurs et les débutants.

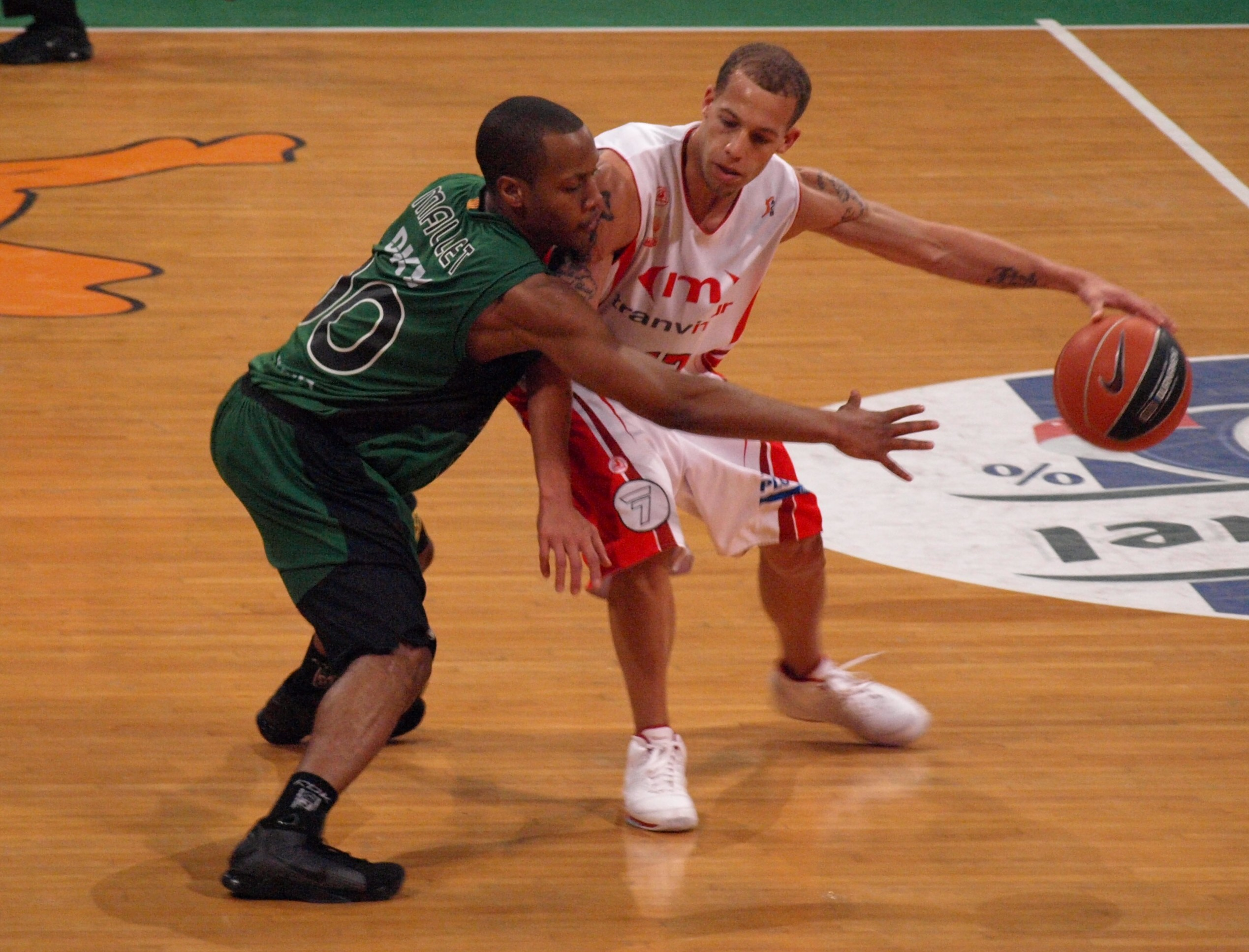
Un exemple de défense individuelle : le défenseur (maillot vert) bloque le passage à l'attaquant et tente de lui prendre le ballon.

- La défense individuelle (dite aussi « d'homme à homme ») est le premier type de défense organisée : chaque joueur prend en charge un adversaire et s'occupe de rester près de lui tout au long de la partie. Elle permet de mettre en difficulté une équipe de niveau comparable mais a ses limites lorsque l'attaquant est plus fort.
- La défense de zone : créée dans les années 1960, elle consiste à couvrir une zone déterminée par l'entraîneur plutôt que de marquer un joueur individuellement[119]. Elle implique des choix tactiques car certaines zones ne seront pas couvertes par les défenseurs : elle cible un ou deux joueurs dominants mais libère de l'espace pour des tirs faciles[119]. Jusqu'en 2001, ce type de défense était interdit en NBA[120].

Ces systèmes ne sont jamais appliqués de manière stricte et il existe de nombreuses variantes mêlant ces deux tactiques défensives. La plus courante est la « zone presse », qui permet de réaliser beaucoup d'interceptions et de marquer des paniers faciles mais est exigeante physiquement.
À partir de la fin des années 1990 s'est développée la technique dite du « hack-a-player », également connue sous le nom « hack-a-Shaq ». Mise au point par Don Nelson, elle consiste à commettre intentionnellement une faute sur un joueur choisi pour sa faible réussite au lancer franc, afin d'empêcher l'équipe de marquer deux, voire trois points et de pouvoir récupérer la balle au rebond après son probable échec au lancer franc. Cette stratégie est fréquemment utilisée en NBA et s'applique essentiellement à des intérieurs réputés pour leur maladresse. En février 2016, la NBA décide de l'élaboration future d'une règlementation du hack-a-player, devant l'explosion de l'utilisation de cette pratique.
Comme pour l'attaque, tous les postes de jeu sont sollicités lors des phases défensives, bien que le rôle des intérieurs (ailiers et pivot) soit primordial. Le plus souvent, un joueur est chargé de marquer un joueur adverse de taille comparable. Les extérieurs sont chargés d'entraver la progression des extérieurs adverses et de les gêner lorsqu'ils tentent de tirer. Les intérieurs, quant à eux, défendent au sein de la raquette et tentent d'empêcher les adversaires d'approcher de leur panier.

#### L'interception
L'interception (steal) désigne le fait de prendre le ballon à l'adversaire en le lui enlevant des mains (sans commettre de faute) ou en attrapant une passe de l'équipe adverse. Cette technique demande de l'agilité et de la rapidité, ainsi que des qualités d'anticipation : par conséquent, les meilleurs intercepteurs sont généralement les plus petits joueurs (meneurs, arrières). John Stockton, Jason Kidd et Michael Jordan (NBA), ainsi que Theódoros Papaloukás et Dimítris Diamantídis (Euroligue) comptent ainsi le plus grand nombre d'interceptions en carrière.

#### Le contre

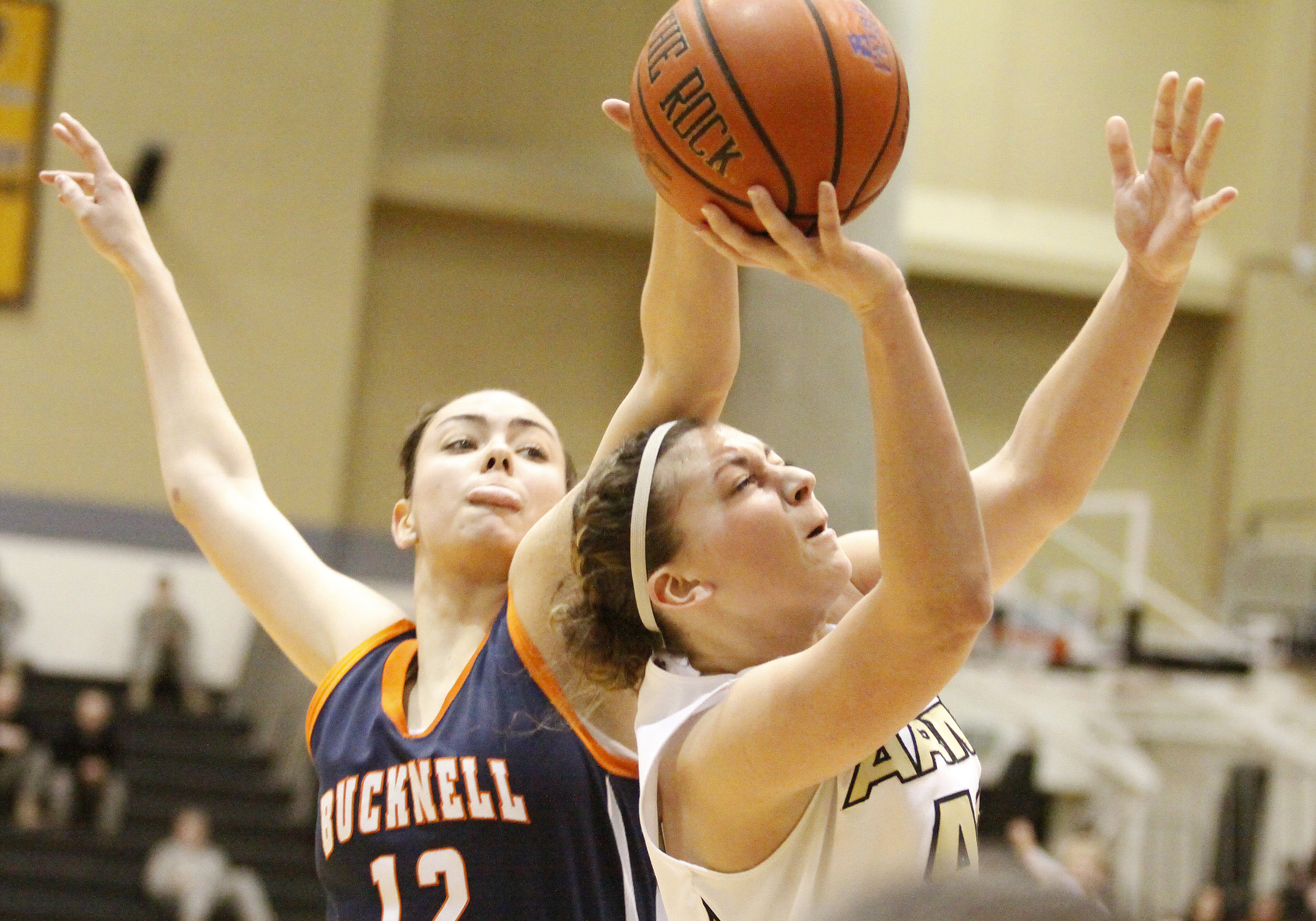
Une joueuse contrant le tir d'une adversaire.

Le contre (block ou familièrement cake) désigne le fait de dévier le tir d'un joueur adverse sans commettre de faute. Les défenseurs ont le droit de contrer la balle tant que celle-ci est en phase ascendante vers le panier. Un contre effectué en phase descendante (goaltending) est illicite. Si un joueur rate son contre et touche la planche avec ses mains, le panier est automatiquement accordé. Les joueurs les plus susceptibles de réaliser des contres en match sont les ailiers forts et les pivots, en raison de leur grande taille et de leur proximité du panier en situation défensive. Toutefois, un sens aigu de l'anticipation peut pallier la différence de taille.
Très spectaculaire, le contre fait partie des actions les plus appréciées du public et comporte un caractère humiliant pour l'adversaire. L'un des premiers joueurs à utiliser le contre comme arme d'intimidation défensive fut Bill Russell, dans les années 1960. Shaquille O'Neal, Hakeem Olajuwon, Alonzo Mourning ou Dikembe Mutombo en ont par la suite fait leur spécialité. Ce dernier est resté célèbre pour sa phrase prononcée à l'encontre de chaque joueur contré : « No, no, no! Not in my house! » (« Non, non, non ! Pas chez moi ! »).

### Le rebond
Le rebond désigne le fait de prendre la balle après un tir manqué, et ce avant qu'elle ne touche le sol. Il existe deux catégories de rebonds, en fonction du joueur qui parvient à le capter :
- le rebond défensif, lorsque l'attaquant manque son tir et qu'un défenseur récupère la balle. Celui-ci peut ainsi la passer à des coéquipiers pour aller tenter de marquer dans le panier opposé.
- le rebond offensif, lorsqu'un attaquant récupère la balle à la suite d'un tir manqué d'un partenaire ou de lui-même. Si le joueur capte un rebond offensif en suspension et tente directement de marquer, on parle familièrement de « claquette ». Il est possible de prendre son propre rebond, sauf si l'on effectue un air ball, auquel cas la balle est rendue à l'adversaire.

Comme pour le contre, les meilleurs rebondeurs sont généralement les intérieurs, plus grands et plus proches du panier. Wilt Chamberlain, Bill Russell et Moses Malone en ont réalisé plusieurs milliers au cours de leur carrière. Dennis Rodman décida même de se concentrer sur le rebond et en fit sa spécialité quasi-exclusive.

## Compétitions internationales

### Compétitions mondiales

#### Championnats du monde
Le championnat du monde est organisé tous les quatre ans par la FIBA, en alternance avec les Jeux olympiques d'été. Le vainqueur du tournoi remporte le Trophée Naismith. Il comportait 16 équipes jusqu’en 2002, sauf en 1986 où vingt-quatre équipes étaient en compétition. En 2006, le nombre de participants a été élargi à 24 équipes puis porté à 32 dès 2019. En 2014, la compétition est renommée Coupe du monde de basket-ball FIBA (FIBA Basketball World Cup) et son édition 2018 est reportée à 2019, afin d'être décalée d'un an de la Coupe du monde de football. Le tournoi sera qualificatif pour les Jeux olympiques.
La première édition masculine se déroule en 1950 en Argentine. À domicile, l'équipe d'Argentine gagne la compétition, invaincue avec six victoires pour aucune défaite. Les États-Unis remportent leur première médaille d'or lors de l'édition suivante, en 1954. Finaliste malheureux, le Brésil devient à son tour champion du monde en 1959 puis conserve son titre en 1963. À partir de cette date, l'URSS, la Yougoslavie et les États-Unis se partagent tous les titres jusqu'en 2002 avec cinq titres pour l'équipe yougoslave, trois pour l'équipe soviétique et deux pour l'équipe américaine. En 2006, la hiérarchie mondiale est bousculée avec la victoire de l'Espagne devant la Grèce. Les États-Unis remportent cependant le tournoi en 2010 et 2014.
Le championnat féminin est créé en 1953 et a lieu les mêmes années que le championnat masculin. Les États-Unis (neuf titres) et l'URSS (six titres) ont remporté la quasi-totalité des éditions, hormis en 1994 et en 2006, respectivement remportées par l'Australie et le Brésil.

#### Jeux olympiques
Le basket-ball apparaît comme sport de démonstration lors des Jeux olympiques d'été de 1904 à Saint-Louis. Le tournoi oppose trois équipes de New York. Ce n'est qu'en 1936 que le basket-ball devient sport olympique pour les hommes, et en 1976 pour les femmes. Historiquement, les compétitions masculine et féminine sont largement dominées par les équipes des États-Unis, qui ont remporté la majorité des titres mis en jeu. L'histoire du basket-ball aux Jeux olympiques est notamment marquée par la domination écrasante de la Dream Team lors des Jeux olympiques de Barcelone en 1992.

##### L'influence des jeux olympiques sur le développement du sport
À partir de 1992, le succès de la Dream Team a non seulement élevé le statut international du sport, mais il a également marqué un changement dans la participation des joueurs professionnels aux compétitions internationales. Avant Barcelone, les joueurs amateurs étaient traditionnellement sélectionnés pour représenter les États-Unis dans les compétitions olympiques, conformément aux règles du Comité International Olympique (CIO). L'introduction des joueurs professionnels dans les compétitions olympiques a non seulement renforcé la suprématie américaine, mais a aussi encouragé d'autres nations à améliorer leur niveau de jeu en se tournant vers des joueurs de ligues professionnelles.
Cependant, après les Jeux de 1992, l'équipe masculine de basketball américaine a connu des périodes de succès et de défis. Si l'équipe a continué à dominer aux Jeux Olympiques de 1996 à Atlanta et de 2000 à Sydney, elle a subi une défaite majeure lors des Championnats du monde de la FIBA en 2002, terminant à la sixième place. Aux Jeux Olympiques de 2004 à Athènes, l'équipe américaine a de nouveau été secouée par une série de défaites inattendues, terminant avec une médaille de bronze, une performance perçue comme décevante compte tenu des attentes élevées.
Cette période de remise en question a conduit à une réévaluation de la structure et de la préparation de l'équipe nationale américaine. En 2005, USA Basketball, l'organisme responsable de la sélection et de la gestion des équipes nationales, a mis en place une refonte sous la direction de Jerry Colangelo. Avec Mike Krzyzewski comme entraîneur en chef, une nouvelle stratégie de cohésion et de formation sur le long terme a été adoptée, incluant une implication plus forte des joueurs sur plusieurs années.
Ces réformes ont porté leurs fruits lors des Jeux Olympiques de Pékin en 2008, où l'équipe américaine, surnommée la "Redeem Team", a remporté l'or avec un jeu spectaculaire, surmontant les critiques et regagnant leur suprématie sur la scène mondiale. Depuis lors, l'équipe américaine a maintenu une trajectoire de succès, ajoutant à son palmarès les médailles d'or aux Jeux Olympiques de Londres en 2012, de Rio de Janeiro en 2016 et de Paris en 2024. Consolidant ainsi son statut de leader dans le basketball international.
En parallèle, le basketball international a continué de se développer avec la montée de nations telles que l'Espagne, la France, et l'Argentine, qui ont apporté une concurrence accrue aux États-Unis. Malgré cela, l'équipe américaine reste une force dominante, avec une histoire riche et une influence profonde sur le développement global du sport depuis la célèbre victoire de 1992 à Barcelone.
L'équipe féminine de basketball des États-Unis a connu une trajectoire similaire à celle de l'équipe masculine après 1992, affirmant sa domination mondiale. Les joueuses américaines ont remporté de nombreuses médailles d'or olympiques, notamment à partir des Jeux d'Atlanta en 1996, initiant une période de domination ininterrompue. La sélection féminine a remporté chaque tournoi olympique et plusieurs championnats du monde depuis. En s'appuyant sur des joueuses légendaires comme Lisa Leslie, Diana Taurasi, et Sue Bird, elles ont consolidé leur position en tant que force majeure du basketball international féminin

### Compétitions continentales

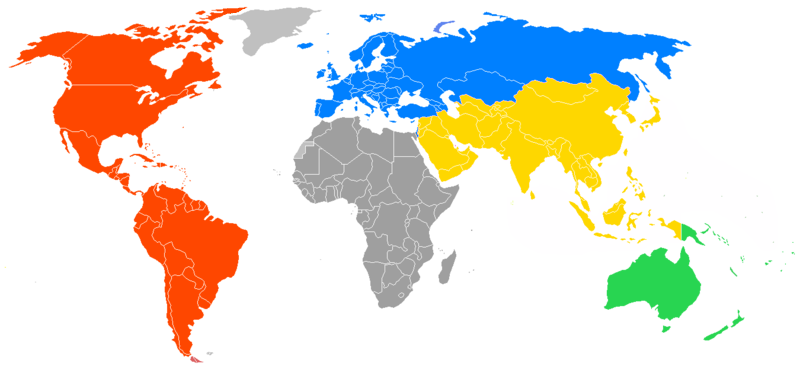
FIBA Afrique
FIBA Amériques
FIBA Asie
FIBA Europe
FIBA Océanie

Les compétitions continentales sont organisées par les différentes branches de la FIBA : FIBA Afrique, FIBA Amériques, FIBA Asie, FIBA Europe et FIBA Océanie.
- Afrique :
  - Championnat d'Afrique masculin de basket-ball
  - Championnat d'Afrique féminin de basket-ball
- Amérique :
  - Championnat des Amériques de basket-ball
  - Coupe des Amériques féminine de basket-ball
- Asie :
  - Coupe d'Asie masculine de basket-ball
  - Coupe d'Asie féminine de basket-ball
- Europe :
  - Championnat d'Europe masculin de basket-ball
  - Championnat d'Europe féminin de basket-ball
- Océanie :
  - Championnat d'Océanie de basket-ball
  - Championnat d'Océanie féminin de basket-ball

## Clubs et franchises
À l'image d'autres sports d'origine nord-américaine, comme le hockey sur glace ou le baseball, on retrouve la distinction entre les ligues professionnelles avec un système de franchises, et les championnats. En Amérique du Nord, le système de franchise est privilégié : les équipes achètent des droits de participation et sont ainsi admises à concourir dans une ligue fermée. Dans le reste du monde, la plupart des ligues fonctionnent avec un système de promotion-relégation, où les équipes les plus faibles descendent dans la division inférieure tandis que les meilleures de la division inférieure sont promues.

### Amérique du Nord

Le logo de la National Basketball Association, réalisé d'après la silhouette de Jerry West.

Le championnat le plus connu dans le monde est la National Basketball Association (NBA), qui comprend des équipes américaines et canadiennes. Comme beaucoup de ligues américaines de basket-ball, cette compétition édite ses propres règles, qui diffèrent en de nombreux points de celles de la FIBA. Ces différences ont souvent pour but de favoriser une certaine égalité entre les équipes et un jeu porté sur le spectacle et le divertissement, mettant en valeur le talent individuel plus que le jeu d'équipe. Ne comprenant initialement que des Nord-Américains, cette ligue concentre depuis les années 1970 l'élite du basket-ball mondial et a peu à peu accueilli les meilleurs joueurs de diverses nations, dont les ex-Yougoslaves Dražen Petrović et Vlade Divac furent les pionniers. En 2001, la NBA crée la NBA Development League (NBDL ou D-League), une ligue mineure composée de 19 équipes qui permet aux joueurs et aux entraîneurs d'évoluer dans un cadre similaire à la ligue majeure et de se mettre en valeur aux yeux des recruteurs. En 2015, plus d'un quart des joueurs de NBA ont évolué en NBDL. En 2017, la ligue est rebaptisée G League à la suite du parrainage de Gatorade.
En outre, une ligue professionnelle féminine d'été, la Women's National Basketball Association (WNBA), a été créée le 24 avril 1996 sur le modèle de la NBA. Quatre équipes ont remporté au moins trois titres de champion : les Comets de Houston, le Shock de Détroit, le Mercury de Phoenix et le Lynx du Minnesota. La WNBA a vu émerger les plus grandes joueuses de basket-ball des vingt dernières années : Lisa Leslie, Sheryl Swoopes, Rebecca Lobo, Diana Taurasi ou encore Sue Bird.
Le Canada, pays natal de James Naismith, accueille pour la première fois le NBA All-Star Game en février 2016, à Toronto, ville où fut disputé le premier match NBA en 1946. Après les Américains, les Canadiens sont la nationalité la plus représentée en NBA. Les ligues canadiennes restent dans l'ombre de la NBA, qui compte un club en Ontario, les Raptors de Toronto. La National Basketball League n'existe que le temps d'une saison (1993-1994), tout comme la Canadian National Basketball League (2003-2004). La Ligue nationale de basketball du Canada (LNB), fondée en 2011, parvient toutefois à s'imposer et est dominée par le Lightning de London, qui remporte les deux premiers titres en 2012 et 2013.

### Amérique du Sud
En Amérique du Sud, les deux principaux championnats sont la Liga Nacional de Básquet (LNB) en Argentine et le Novo Basquete Brasil (NBB) au Brésil. Une compétition binationale oppose les meilleurs clubs des deux championnats, dont l'UniCEUB Brasilia et le Peñarol Mar del Plata. Oscar Schmidt, avec sa carrière longue de près de trente ans (1974-2003) et 49 703 points inscrits, est l'une des figures majeures du basket-ball sud-américain.
Il existe également d'autres tournois opposant les meilleures équipes des championnats nationaux. En 1946 est créée la première compétition continentale, la Coupe d'Amérique du Sud des clubs champions de basket-ball, dont s'inspirera son homologue européenne, la Coupe des Clubs Champions. Parmi les clubs vainqueurs de la compétition-reine d'Amérique du Sud, le club brésilien du Sírio São Paulo se distingue avec huit titres remportés entre 1961 et 1984. L'apparition de la Liga Sudamericana en 1996, puis en 2007 de la FIBA Americas League relègue le Championnat sud-américain des Clubs Champions au troisième rang, jusqu'à sa disparition en 2008.

### Europe

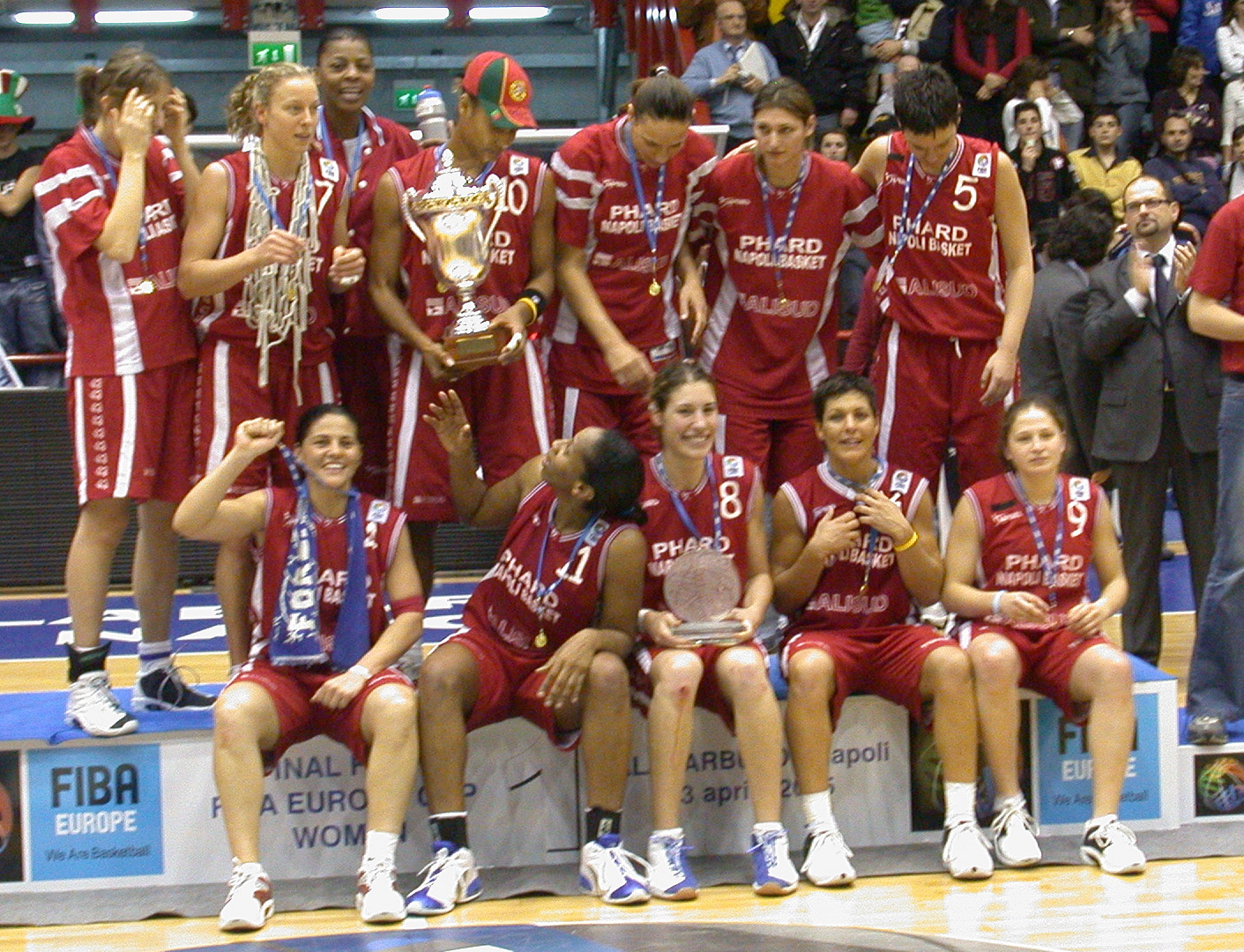
Le Phard Napoli lors de sa victoire en Eurocoupe féminine en 2005.

En Europe, le système est basé sur le principe du championnat, comme dans la plupart des autres sports. Seul le Royaume-Uni a opté pour un système de franchises avec la British Basketball League. Toutefois, à l'inverse du football, la ligue gérant l'élite professionnelle (l'ensemble du championnat étant propriété de la fédération) a davantage de poids et impose plus facilement ses choix à la fédération nationale. Ceci a été renforcé par la création de l'Union des ligues européennes de basket-ball (ULEB), une structure privée qui ambitionne de fonder une ligue fermée.
Plusieurs compétitions européennes sont organisées, soit par la FIBA Europe, soit par l'ULEB. La plus prestigieuse est l'Euroligue, créée en 1958 et organisée par l'ULEB, qui regroupe les vingt-quatre meilleurs clubs européens. Les équipes les plus titrées sont le Real Madrid (neuf titres), le Maccabi Tel-Aviv, le CSKA Moscou et le Panathinaïkós Athènes avec six titres, et le Pallacanestro Varese avec cinq titres. Depuis les années 1990, l'Olympiakos Le Pirée et le FC Barcelone contestent leur suprématie en remportant respectivement trois et deux titres. L'EuroCoupe (ULEB), créée par la fusion de la Coupe Korać et de la Coupe Saporta, et la Coupe d'Europe FIBA (ex-EuroChallenge), moins médiatisées, sont les deux autres compétitions européennes. Depuis 2016, les compétitions européennes comptent quatre niveaux. Les deux premiers (Euroligue et EuroCoupe) sont organisés par l'ULEB, les deux autres (Ligue des champions et Coupe d'Europe FIBA) par la FIBA Europe, à la suite du conflit FIBA-Euroligue depuis 2015.
Les championnats nationaux les plus relevés sont disputés en Espagne (Liga ACB), en Grèce (ESAKE), en Italie (Lega Basket) et en Russie (Championnat de Russie de basket-ball) chez les hommes. Chez les femmes, après la disparition de l'URSS, les années 1990 sont dominées par la France (Ligue féminine de basket), l'Espagne et Italie avant que la Russie et la Turquie ne prennent le relais dans les années 2000.

### Asie

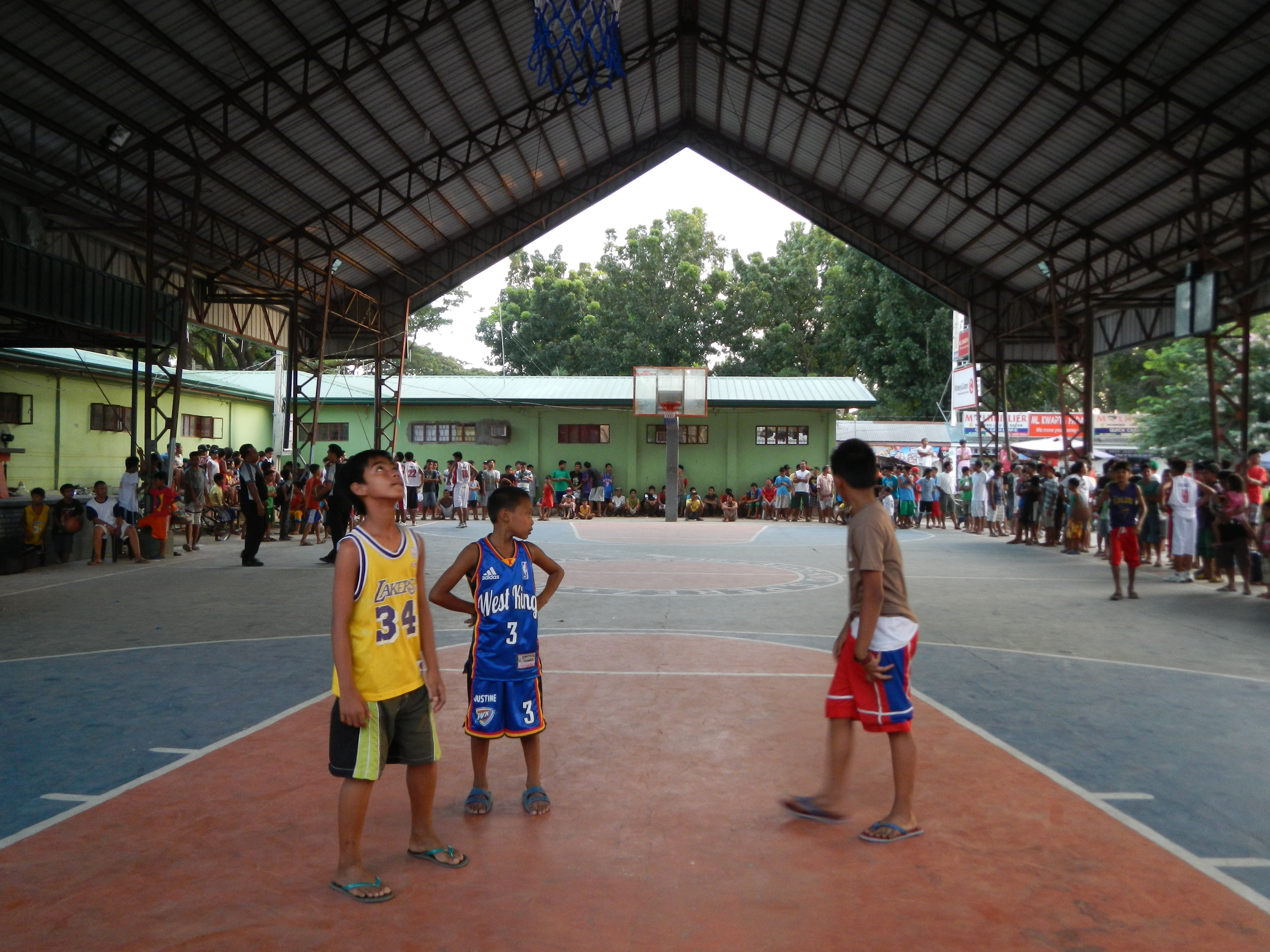
De jeunes joueurs sur un terrain de basket-ball à San Manuel aux Philippines.

En Asie, les championnats sont de création récente et s'inspirent du système nord-américain. Ainsi, en Chine (Chinese Basketball Association), au Japon (Bj League) et aux Philippines (Philippine Basketball Association), les ligues et les franchises portent des noms en anglais. La présence de joueurs asiatiques en NBA (Yao Ming, Yuta Tabuse…) a favorisé un engouement pour le basket-ball dans ces pays.
Au Moyen-Orient, les pays où le sport est le mieux implanté sont l'Iran et le Liban, qui figurent régulièrement sur le podium du championnat d'Asie. Les ligues y fonctionnent sur le principe du championnat. En Asie du Sud-Est, les championnats nationaux étant relativement de faible niveau, certains clubs se regroupent au sein de ligues fermées comme l'ASEAN Basketball League[réf. souhaitée]. La Coupe d'Asie regroupe également les clubs champions des pays d'Asie au sein d'une unique compétition continentale.

### Afrique
En Afrique, le système est le même qu'en Europe, mis à part le fait que les fédérations nationales ont encore le monopole sur leur propre championnat. La compétition phare est la Coupe des clubs champions, qui oppose les clubs vainqueurs de leur championnat national. Le club angolais Primeiro de Agosto domine la compétition avec huit titres depuis 2002. Ses principaux rivaux sont deux autres clubs angolais, le Desportivo Libolo et le Petro Luanda, ainsi que l'Abidjan Basket Club et l'Étoile sportive du Sahel. Au cours des années 2010, l'équipe nationale nigériane assoit sa domination sur le basket-ball africain.
Sans qu'il n'existe forcément de compétition très structurée dans ces pays, plusieurs joueurs africains ont connu une carrière continentale (Jean-Jacques Conceição) ou en NBA, souvent après avoir intégré des universités américaines comme le Nigérian Hakeem Olajuwon, le Congolais Dikembe Mutombo ou le Soudanais Manute Bol. La Malienne Hamchétou Maïga-Ba et la Congolaise Mwadi Mabika ont connu également le succès en WNBA, tout comme Djéné Diawara, Mame-Marie Sy-Diop et Aya Traoré en Europe.
En 2020, NBA et FIBA doivent lancer la première édition de la Ligue africaine de basket-ball.

### Océanie
En Océanie, l'Australie et la Nouvelle-Zélande ont adopté le principe anglo-saxon avec leur National Basketball League respective. La NBL australienne bénéficie d'une plus grande exposition médiatique que son homologue néo-zélandaise. Elle accueille en outre une équipe néo-zélandaise, les New Zealand Breakers, et comprenait même une équipe singapourienne, les Singapore Slingers.
La ligue australienne WNBL est active depuis 1990. L'équipe nationale australienne est parmi les meilleures au monde, grâce à des joueuses comme Lauren Jackson.

## Le basket-ball dans la culture populaire

### Culture du basket-ball
Comme de nombreux sports populaires, le basket-ball possède une exposition culturelle et médiatique très forte.
Au cinéma, un grand nombre de films traitent de basket-ball, tels que Coach Carter, Les blancs ne savent pas sauter, Space Jam, Above the Rim ou encore Magic Baskets. D'autres ont une action qui se déroule sur fond de basket-ball (He Got Game, le court métrage Fierrot le Pou de Mathieu Kassovitz). Le basket-ball a en outre donné lieu à plusieurs comédies comme À la gloire des Celtics, Basket Academy ou Shaolin Basket. Le Grand Défi (Hoosiers), avec Gene Hackman et Dennis Hopper, est considéré comme le quatrième meilleur film de sport de l'histoire par la chaîne ESPN. Il est en outre présent dans la plupart des longs-métrages de Spike Lee, grand amateur de basket-ball. Enfin, des joueurs ont parfois accepté de petits rôles au cinéma, comme Shaquille O'Neal et Bob Cousy dans Blue Chips.

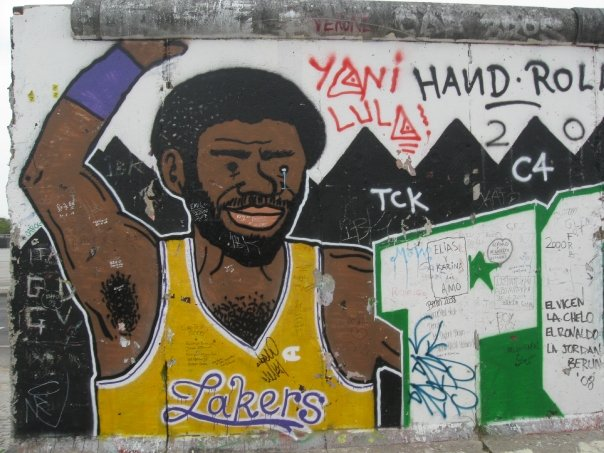
Graffiti représentant Kareem Abdul-Jabbar sur l'East Side Gallery du Mur de Berlin (2008).

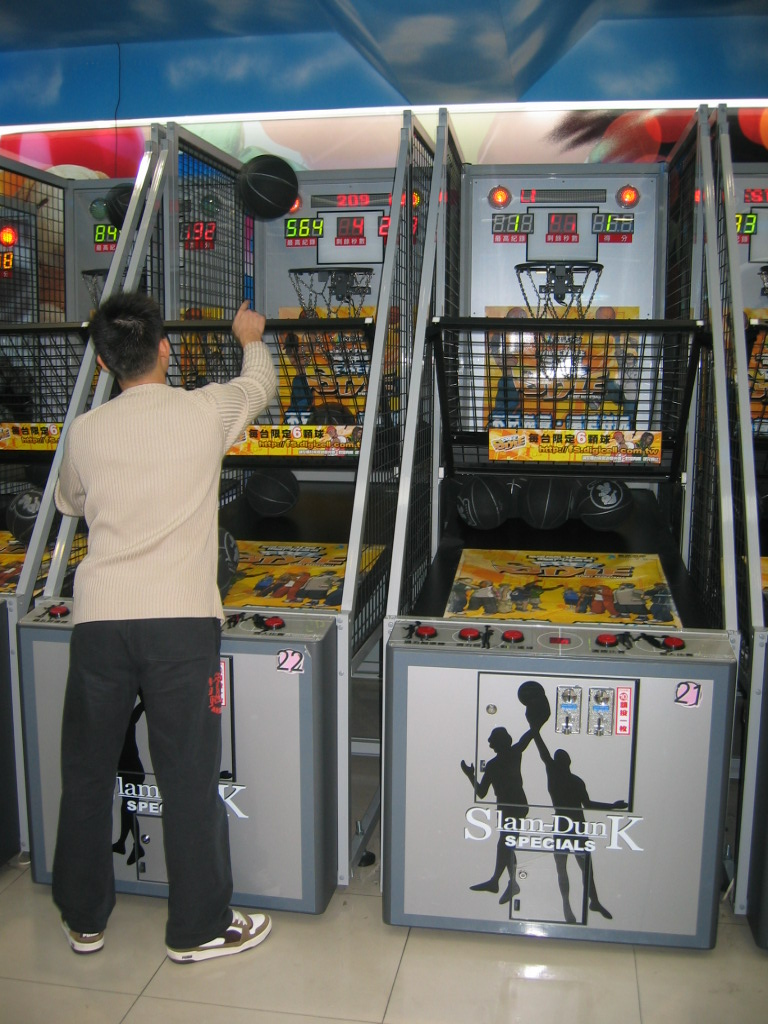
Un jeu d'arcade de basket-ball à Tokyo.

Le basket-ball est également très présent dans l'univers musical. Après-guerre, il est fréquemment associé au jazz. « Les joueurs de jazz se passent la lumière du solo comme les joueurs de basket se passent la balle. Et dans les deux cas, cela fonctionne seulement s'il y a un travail d'équipe », déclara le pivot Kareem Abdul-Jabbar. Après une fructueuse carrière en NBA, Wayman Tisdale est devenu un bassiste de jazz renommé.
Aujourd'hui, le sport est cependant plutôt associé à la culture hip-hop. Plusieurs joueurs se sont ainsi essayés au rap, avec plus ou moins de succès : Kobe Bryant, Shaquille O'Neal, Ron Artest, Tony Parker ou encore Allen Iverson ont chacun sorti des singles ou des albums. Le rappeur Kurtis Blow est le premier à avoir lié basket-ball et hip-hop dans son morceau Basketball sorti en 1984. Depuis, un grand nombre de rappeurs évoquent l'univers de la balle orange dans leurs chansons : Lil Bow Wow, Jay-Z ou encore Romeo, qui a effectué une carrière universitaire. Hors du hip hop, le groupe de rock Red Hot Chili Peppers a sorti en 1989 une chanson intitulée Magic Johnson, en hommage au célèbre meneur des Lakers de Los Angeles.
Le basket-ball est également présent dans la littérature. Dans son autobiographie The Basketball Diaries, publiée en 1978, l'auteur américain Jim Carroll décrit la décadence d'un brillant joueur de basket-ball dans le New York des années 1960. L'ouvrage a par la suite été adapté au cinéma avec Leonardo DiCaprio dans le rôle-titre. Ancien joueur universitaire de bon niveau, John Edgar Wideman évoque également le sport dans ses œuvres. Lauréat de nombreux prix littéraires, il publie en 2001 Hoop Roots, ses mémoires où il raconte l'origine de sa passion pour le basket. L'ouvrage Sous le cul de la grenouille (1992) du romancier anglais Tibor Fischer met en scène deux basketteurs hongrois des années 1950 qui se servent de leur sport pour échapper à la rigueur du régime communiste. Le récit est inspiré de la vie de l'auteur puisque ses parents, basketteurs professionnels, ont fui la Hongrie en 1956. Le basket-ball se décline aussi en bande dessinées, parmi lesquelles la série française Basket Dunk, ou les mangas Slam Dunk et Kuroko's Basket. À la télévision, le basket-ball est aussi présent dans la série d'animation française Kangoo et sa suite Kangoo Juniors.
De nombreux jeux vidéo sont consacrés au basket-ball. Le premier sort en 1979 sur la console Atari 2600. En 1989 sort le jeu Lakers vs. Celtics sur PC et Sega MegaDrive. La série NBA Live est lancée en 1995 sur Super Nintendo et MegaDrive, et se poursuit aujourd'hui au rythme d'une édition annuelle. Les séries éditées par 2K Sports et Electronic Arts sont les plus populaires et sont disponibles sur tous les supports : NBA 2K, NBA Street ou NBA Jam. Hormis les consoles de salon, le basket-ball a donné lieu à des jeux d'arcade, dont l'un des plus populaires est un simulateur de lancers francs.
Aux États-Unis, les ligues fantasy, simulations sur Internet où les participants tiennent le rôle de managers, sont un phénomène social de grande ampleur puisque près de 33,5 millions de personnes y jouent en 2013, tous sports confondus. Les jeux liés à la NBA sont très nombreux et populaires, et la ligue a d'ailleurs crée sa propre plate-forme de fantasy. En Europe et en France, le phénomène est plus récent mais en croissance : la LNB a elle aussi créé un site de ligues fantasy. Le fantasy challenge de l'Euroligue réunit chaque année plusieurs milliers de joueurs des quatre coins du continent (79 019 équipes enregistrées en 2008).

### Supporters et pratiquants célèbres

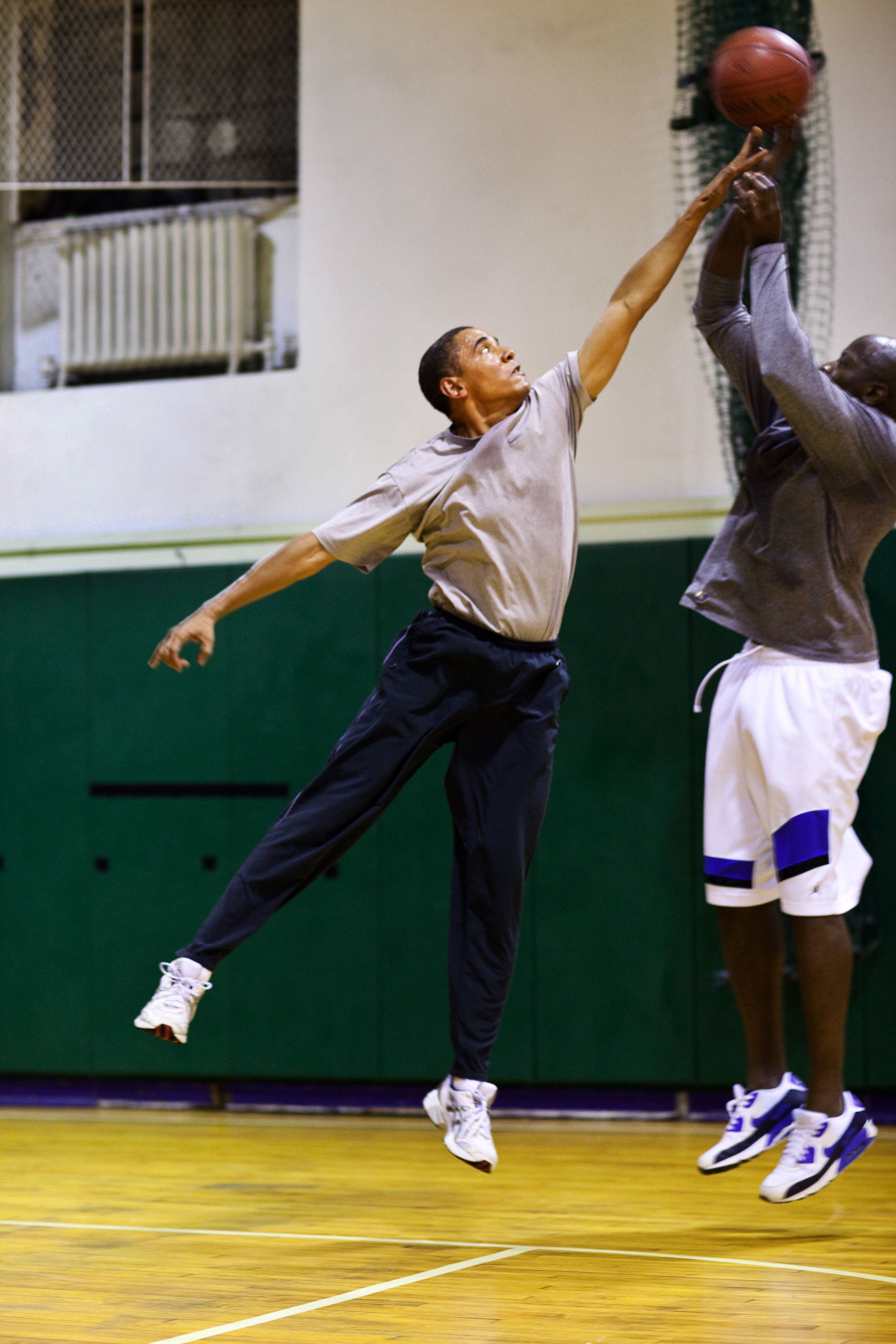
Le président américain Barack Obama jouant au basket-ball avec son assistant en 2009.

Parmi la masse considérable de supporters et de pratiquants du monde entier, le président américain Barack Obama est sans doute le plus célèbre d'entre tous. Bon joueur au lycée, il n'a jamais cessé de pratiquer, y compris durant sa campagne électorale. Depuis son élection, il joue régulièrement sur le terrain de la Maison-Blanche, construit en 1991 puis rénové en 2006. Il suit également avec attention les championnats NBA, WNBA, et NCAA (universitaire), pour lequel il livre chaque année son pronostic devant les caméras d'ESPN. En août 2010, il assiste à une rencontre WNBA, puis fête quelques jours plus tard ses 49 ans en organisant un match avec plusieurs joueurs professionnels, dont LeBron James, Dwyane Wade, Joakim Noah et Derrick Rose. Le boxeur Manny Pacquiao est également joueur et entraîneur de basketball dans la ligue philippine. Le rappeur Jay-Z fut quant à lui actionnaire minoritaire de la franchise des Nets de Brooklyn.
En France, le frère du rappeur Oxmo Puccino, Mamoutou Diarra, est joueur professionnel. Le chanteur Benjamin Biolay revendique sa passion pour le basket-ball américain et a d'ailleurs écrit quelques chroniques pour l'hebdomadaire spécialisé Basket News en 2005. Le chanteur Philippe Katerine est un ancien joueur de basket-ball dans sa jeunesse et se met en scène jouant au basket-ball dans le clip de son titre La Liberté. L'ancien Premier ministre français Lionel Jospin a également pratiqué le basket-ball durant plus de vingt ans, au lycée, à l'université puis dans le club de l'ASA Sceaux.
Comme pour la plupart des sports, les supporters se regroupent parfois en clubs et entonnent des chants en l'honneur de leur équipe. Lors des phases finales (playoffs), tout le public est généralement grimé aux couleurs de l'équipe résidente, notamment dans le basket-ball universitaire américain. En outre, les plus grandes équipes de la NBA comptent de nombreuses célébrités parmi leurs supporters. Woody Allen, Tom Hanks ou Ben Stiller sont connus pour être des fans des Knicks de New York, tandis que Jack Nicholson, Leonardo DiCaprio et Will Ferrell supportent les Lakers de Los Angeles. Selon l'ancien basketteur Dennis Rodman, qui est devenu ami avec le dictateur nord-coréen Kim Jong-un, ce dernier est un grand fan de basket-ball et tout particulièrement des Bulls de Chicago.

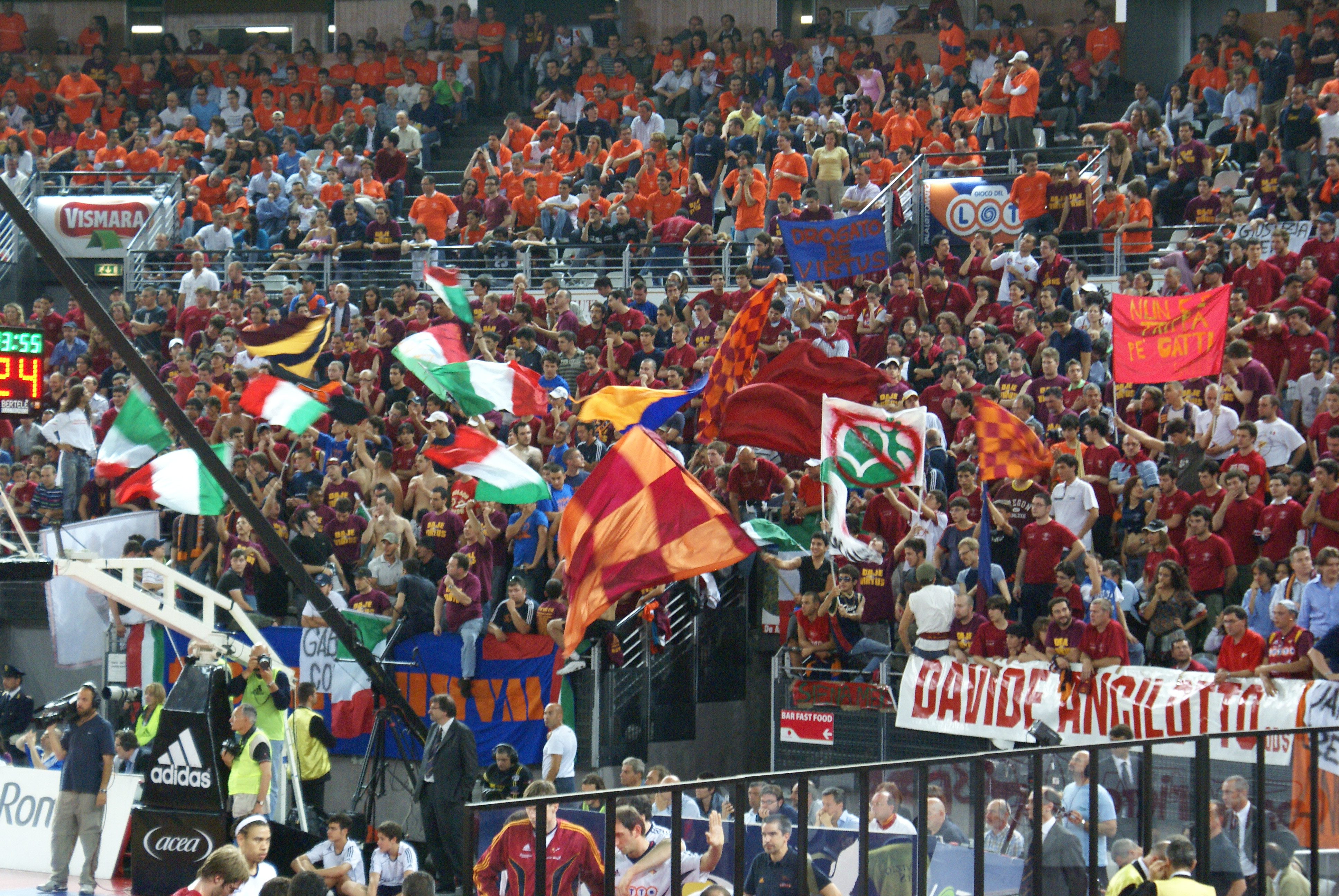
Supporters de la Virtus Roma en 2008
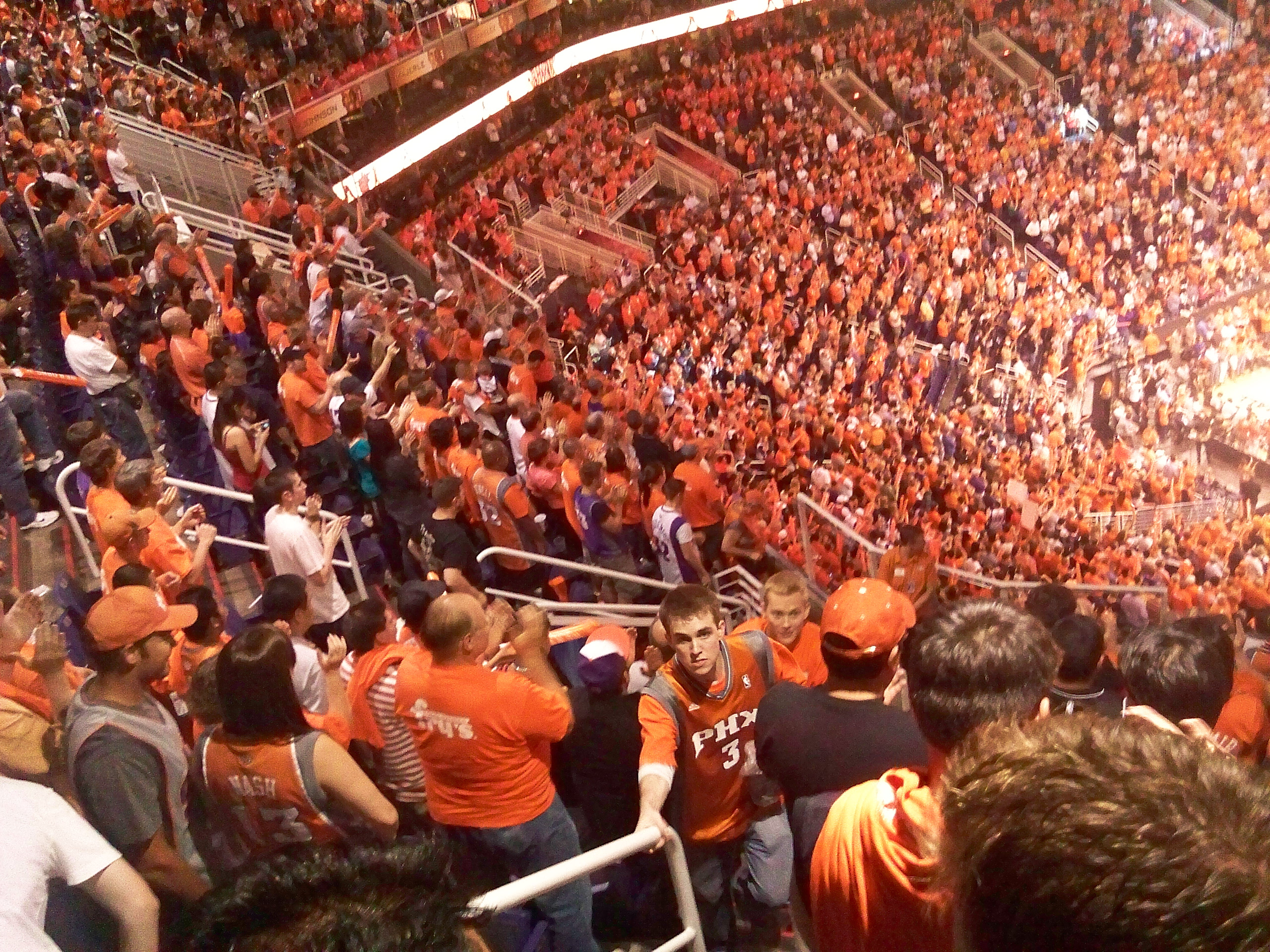
Fans des Suns de Phoenix en 2010
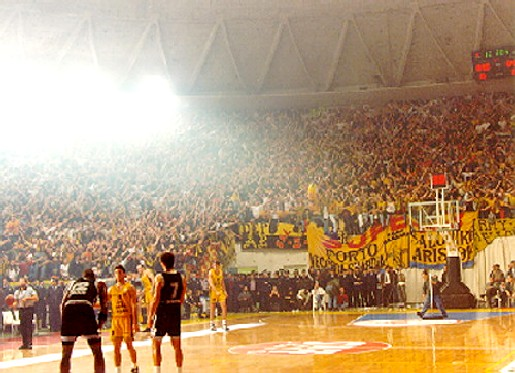
Fans de l'Aris Salonique en 2005
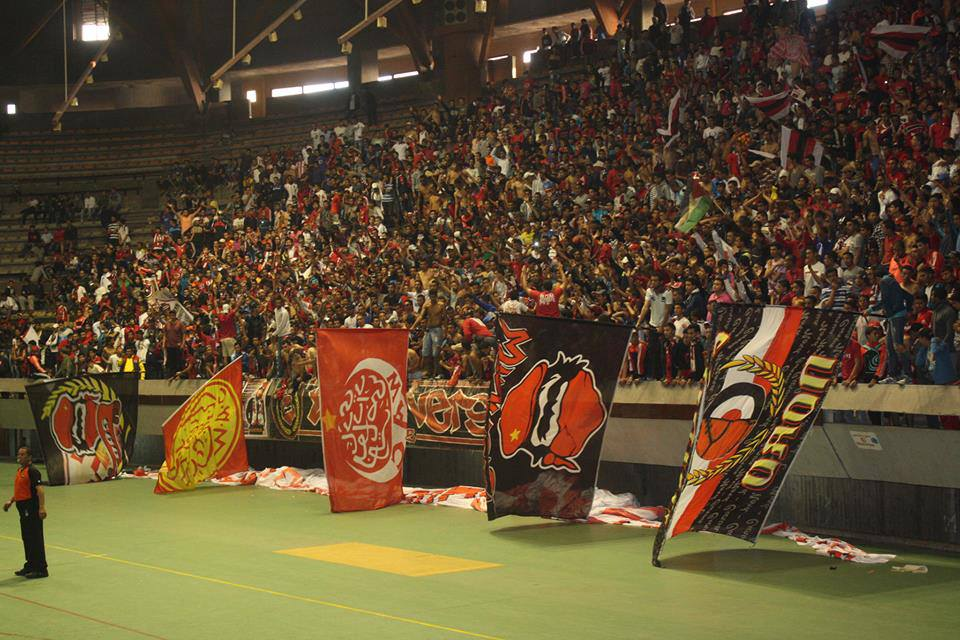
Ultras du Wydad de Casablanca en 2013

## Basket-ball et médias

### Presse écrite
Le basket-ball apparaît dans la presse écrite américaine peu après son invention, à la fin du XIXe siècle. Le premier article consacré au sport est intitulé Un nouveau jeu (A New Game) et date de 1892 : son auteur, Dennis Horkenbach, est le rédacteur en chef du Triangle, le journal de l'université de Springfield (où le sport a été inventé quelques mois auparavant).
En démonstration dès les Jeux olympiques d'été de 1904, à Saint-Louis (Missouri), le basket-ball gagne rapidement sa place dans les quotidiens américains, qui publient les résumés des principaux matchs des ligues américaines. Le sport est aujourd'hui très largement couvert par les titres les plus prestigieux, tels que le New York Times, le Washington Post, le Boston Globe ou le Chicago Tribune. Le basket-ball est en outre traité de manière extensive dans les pages de l'influent hebdomadaire sportif Sports Illustrated, qui publie depuis quelques années une version chinoise de son magazine. En août 2006, Yao Ming figure sur la couverture du premier numéro. Il existe aussi une presse spécialisée aux États-Unis, à l'image du mensuel SLAM.
En Europe, le basket-ball a une présence dans la presse écrite moindre que d'autres sports comme le football ou le tennis. À la fin des années 1950, le quotidien français L'Équipe est l'initiateur de l'idée d'une compétition européenne des clubs. C'est ainsi que voit le jour en 1957 la coupe d'Europe des clubs champions. Le journal fournit le trophée pour la première édition, dont la finale se déroule en 1958. Une presse spécialisée, hebdomadaire ou mensuelle, existe aujourd'hui dans la plupart des pays européens : Gigantes del basket en Espagne, Superbasket en Italie, Five en Allemagne... Le site Eurobasket.com, décliné en plusieurs versions consacrées chacune à un continent différent, couvre la plus grande partie des championnats professionnels du monde.
En France, la Fédération française édite depuis octobre 1933 le mensuel Basket-ball. En 1982, Maxi-Basket devient le premier mensuel entièrement consacré au basket. Au début des années 1990, avec l'« effet Dream Team », le magazine est rejoint par plusieurs autres titres, comme Mondial Basket, Cinq Majeur ou Sport Action Basket. L'hebdomadaire spécialisé Basket Hebdo voit le jour en 1996, puis devient Basket News en 2000. En octobre 2015, le site du journal L'Équipe devient le site officiel de la NBA en France.

### Médias audiovisuels

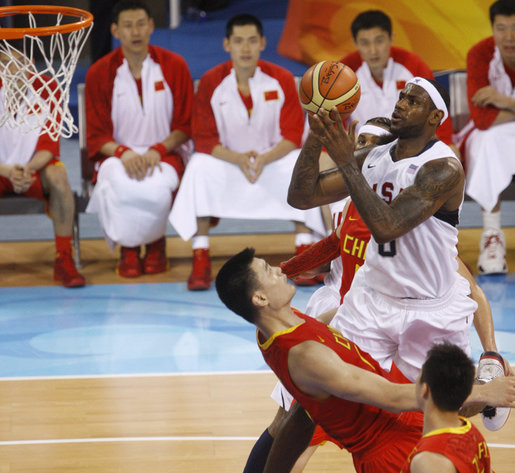
Le match opposant l'équipe des États-Unis à celle de Chine lors des Jeux olympiques de 2008 a été suivi par plus d'un milliard de téléspectateurs, soit la plus grande audience de l'histoire. On peut voir ici LeBron James (avec la balle) en train de sauter au contact sur Yao Ming pour essayer de marquer un panier.

À la télévision, c'est le 28 février 1940 qu'est diffusé en direct le premier match de basket-ball par une chaîne new-yorkaise expérimentale du nom de W2XBS. La rencontre, qui oppose l'université Fordham à l'université de Pittsburgh, se déroule au Madison Square Garden. L'action est alors filmée par une seule caméra.
Le match le plus suivi de l'histoire est celui qui a opposé les États-Unis à la Chine le 9 août 2008 lors des Jeux olympiques, avec une audience estimée à un milliard de téléspectateurs. Le chiffre est toutefois sujet à caution. Selon la FIBA, le Mondial 2010 qui s'est déroulé en Turquie a été suivi par un total d'un milliard de téléspectateurs, dans 180 pays, soit une audience deux fois plus importante que pour l'édition 2006 au Japon.
La NBA est de loin la ligue professionnelle qui bénéficie de la diffusion télévisuelle internationale la plus importante. Les Finales NBA 2010 entre les Lakers de Los Angeles et les Celtics de Boston ont été diffusées dans 215 pays et territoires, en 41 langues. Les matchs sont diffusés en direct par plusieurs chaînes de télévision américaines, dont ESPN, Fox Sports et TNT. La NBA finance également son propre réseau de télévision, NBA TV, qui diffuse certains matchs ainsi que des émissions et des reportages. Au Canada, la chaîne NBA TV Canada est consacrée à l'actualité de la ligue américaine, et notamment de l'équipe des Raptors de Toronto.
En France, les matchs de la NBA étaient diffusés sur Canal+ du milieu des années 1980 à 2012 ; l'ancien basketteur franco-américain George Eddy a été le commentateur officiel de la chaîne à partir de 1985. La chaîne produit une émission consacrée à la Pro A, Lundi Basket, mais a dû arrêter la diffusion de son émission Canal NBA en 2012, après le rachat des droits de diffusion exclusifs pour quatre ans par la chaîne BeIN Sports. Cette dernière produit désormais sa propre émission, NBA Extra. Bien que sa notoriété soit inférieure, l'Euroligue développe rapidement son rayonnement télévisuel : le Final Four 2010 a ainsi été diffusé dans 194 pays.

## Variantes et sports dérivés du basket-ball
À partir des règles du basket-ball, de nombreuses variantes ont été développées et sont aujourd'hui pratiquées à travers le monde. De même, il existe des sports proches du basket-ball, ayant généralement pour objectif commun de consister à faire passer une balle au sein d'un arceau.

### Handisports

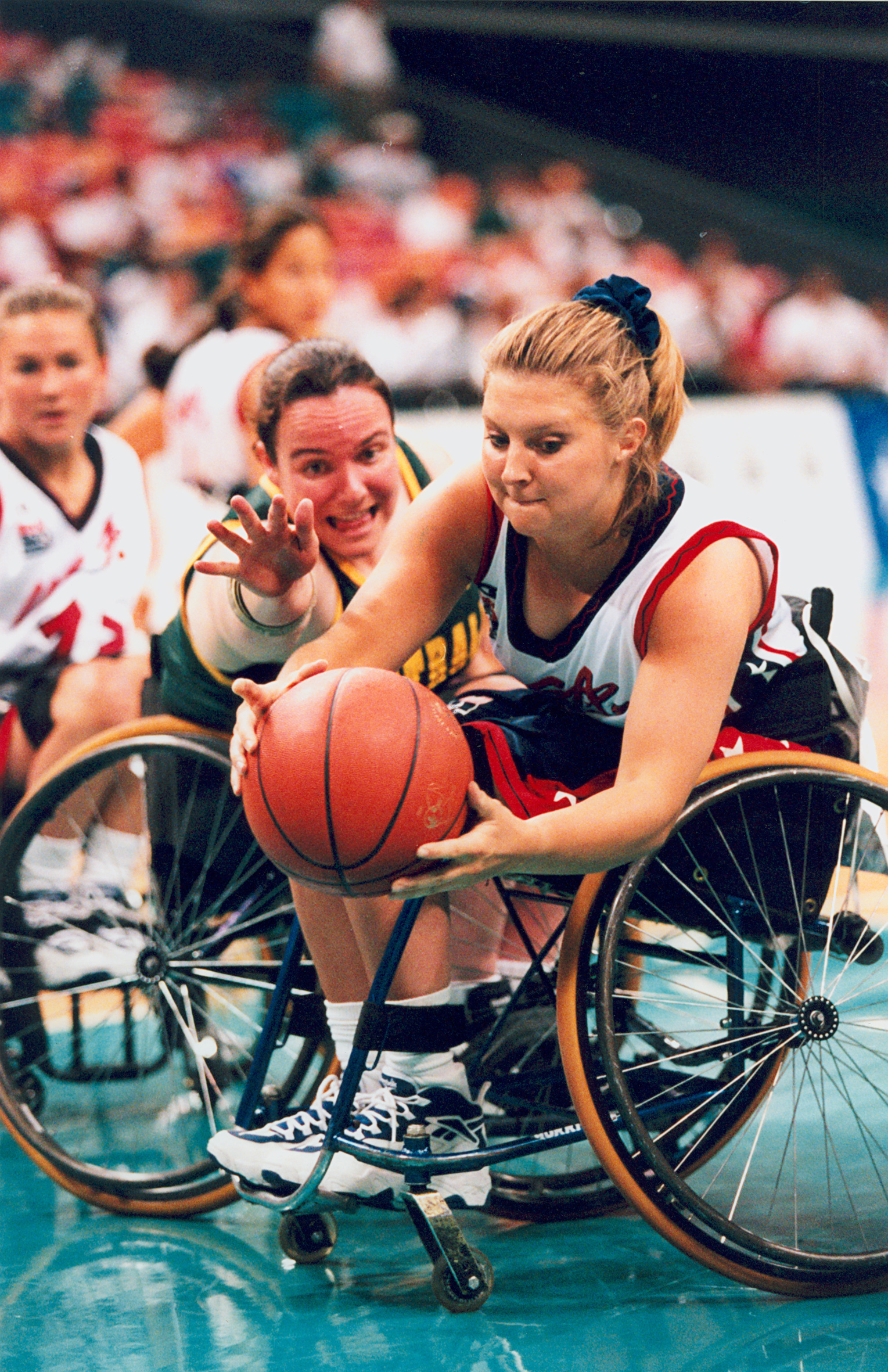
Deux joueuses de basket-ball en fauteuil roulant lors des Jeux paralympiques de 1996.

Le basket-ball en fauteuil roulant, également appelé handibasket ou basket fauteuil, où les joueurs sont équipés d'un fauteuil roulant conçu spécialement pour le basket-ball. Créé à la fin de la Seconde Guerre mondiale et aujourd'hui pratiqué partout dans le monde, il est l'un des plus anciens handisports et constitue l'une des épreuves-phares des Jeux paralympiques. Règlementé par l'International Wheelchair Basketball Federation, il se joue sur un terrain aux normes FIBA et suit la plupart des règles appliquées aux valides. Par exemple, le joueur doit dribbler la balle au sol toutes les deux poussées de fauteuil afin de respecter la règle du marcher. Amputée d'une jambe dans un accident de car de son équipe en 2013, la Serbe Nataša Kovačević devient en 2015 la première joueuse européenne handicapée à évoluer au niveau professionnel avec les valides grâce à une prothèse.
Adapté aux joueurs atteints de surdité, le basket-ball des sourds, ou basket sourd, utilise la langue des signes pour l'arbitrage et la communication entre les joueurs. Régi par la Fédération internationale de basket-ball des sourds, ce handisport figure au programme des Deaflympics (Jeux olympiques des sourds).
Le BaskIN est un sport incluant des joueurs de plusieurs niveaux de handicap ainsi que de joueurs valides. Inventé en Italie en 2003, ce sport se joue en 6 contre 6, avec 5 joueurs porteurs de handicap par équipe (un joueur par niveau de handicap par équipe) et un joueur non porteur de handicap par équipe.

### Variantes
Le basketball à trois contre trois, qui oppose deux équipes de trois joueurs sur un demi-terrain, connaît un développement de plus en plus important. Pratiqué depuis longtemps de manière informelle, le basketball 3×3 obtient une reconnaissance internationale avec l'organisation des premiers championnats du monde masculins, féminins et mixtes en 2012. Les règles diffèrent du basket-ball classique. Un tir réussi vaut un seul point, ou deux s'il est tiré au-delà de la ligne des trois points. Lorsque l'équipe en défense récupère la balle, elle doit sortir de l'intérieur de la ligne des trois points avant d'attaquer. Enfin, une équipe dispose d'un maximum de douze secondes pour tenter un tir. Le sport sera en démonstration lors des Jeux olympiques de Rio en 2016.
Le streetball, ou basket-ball de rue, est une variante du basketball pratiquée en extérieur, sur des terrains goudronnés dénommés playgrounds. Il privilégie les actions spectaculaires (cross-over, alley-oop) et le un-contre-un, avec une certaine tolérance envers certaines fautes comme le marcher. De nombreuses techniques (moves) utilisées dans le basket-ball classique proviennent du streetball, et certains joueurs ont un style inspiré par le jeu de rue, comme Carmelo Anthony, Rafer Alston, Stephon Marbury et Allen Iverson. Cette variante a fortement imprégné la culture du basket-ball et est l'une des composantes majeures de la culture afro-américaine.

### Sports dérivés

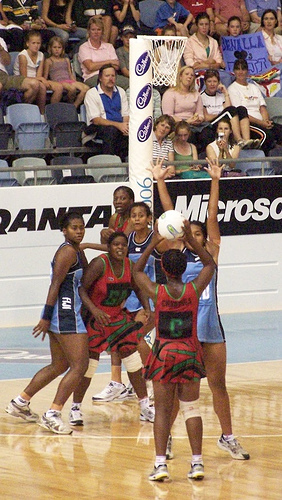
Un match de netball opposant l'équipe des Fidji à celle du Malawi lors des Jeux du Commonwealth de 2006.

Le netball, créé à la fin du XIXe siècle, était censé devenir la version féminine du basket-ball féminin. Joué par des équipes de sept, sans contacts entre les joueuses, il est pratiqué principalement dans les pays du Commonwealth en Océanie et demeure l'un des sports féminins les plus populaires avec vingt millions de pratiquants. Il partage des points communs avec le basket-ball, mais le dribble au sol est en revanche interdit.
Disposant d'un championnat du monde depuis 1978, le korfbal est une variante néerlandaise du ringboll suédois créée vers 1902. Il est présent principalement aux Pays-Bas et en Belgique, et a été présenté à deux reprises aux Jeux olympiques. Il se pratique avec un ballon de football, que les pratiquants doivent lancer dans un arceau placé à 3,5 mètres du sol.
Les autres variantes ont une importance moindre :
- le beach basket-ball est une version pratiquée sur la plage, populaire en Allemagne. Le terrain est de forme circulaire et le dribble est rendu très difficile par la nature sableuse du sol[199] ;
- le water basket-ball mêle les règles du basket-ball et du water-polo. Pratiqué par équipe de six dans une piscine, il consiste à placer une balle dans un filet flottant[200] ;
- le slamball est un sport dérivé du basket-ball et du football américain. Les joueurs peuvent marquer à l'aide de quatre trampolines placés sur le terrain, ce qui permet de réaliser de nombreux dunks et rend le jeu très spectaculaire[201]. En outre, contrairement au basket-ball, les contacts physiques entre joueurs sont autorisés, sauf en l'air[201] ;
- le mono-basket est une variante où les joueurs se déplacent à monocycle[202]. Les règles ont été adaptées au déplacement à monocycle, mais demeurent proches du basket-ball traditionnel.